# Sorana Cîrstea
Sorana Mihaela Cîrstea nascida em 7 de abril de 1990) é uma tenista profissional romena. Em simples, ela alcançou a classificação mais alta de sua carreira, ocupando o 21º lugar no mundo em 12 de agosto de 2013. Em duplas, sua classificação mais alta na carreira é a 35ª posição, que ela alcançou em 9 de março de 2009. Suas maiores conquistas incluem chegar às quartas de final no Aberto da França de 2009 e à final da Rogers Cup de 2013.

## Vida pregressa e pessoal
Cîrstea nasceu, filha de Mihai e Liliana, em Bucareste. Ela reside em Târgoviște, cidade natal de seus pais. Ela tem um irmão mais novo, Mihnea. Cîrstea foi apresentada ao tênis aos quatro anos de idade por sua mãe. O pai de Sorana é dono de uma fábrica de sorvetes em Târgoviște. Ela citou Steffi Graf e Roger Federer como seus ídolos.

## Destaques da carreira

### 2004
Cîrstea disputou os primeiros eventos da carreira no circuito ITF, conquistando dois títulos em duplas.

### 2005-2006
Cîrstea é uma ex-jogadora do ITF Junior Circuit no qual alcançou a classificação combinada mais alta de No. 6 em 2006 e terminou o ano como No. 9 no ranking. Seus melhores resultados incluem um título no German Junior Open de 2005 (Grau-1), torneio em que foi finalista no ano anterior, derrotando Erika Zanchetta em três sets na final, e foi finalista no Trofeo Bonfiglio 2006 (Grau-A) onde perdeu na final para a compatriota Raluca Olaru em três sets, após derrotar a melhor jogadora júnior mundial Anastasia Pavlyuchenkova nas semifinais, também em três sets. Ela também participou bem dos torneios juniores de Grau-1 de final de ano, o Eddie Herr International (vice em 2005 e campeã em 2006) e Yucatán World Cup (vice em 2005 e 2006), e no Opus Nottinghill International, onde foi vice-campeã em 2006.
Ela se profissionalizou em 2006 e terminou o ano em 353º lugar no ranking WTA.

### 2007-2008
Em abril de 2007, Cîrstea chegou à final do Budapest Grand Prix, um evento "Tier-III", vinda da qualificatória. Todas as suas partidas da chave principal foram para três sets. Ela venceu Martina Müller na segunda rodada, Eleni Daniilidou nas quartas de final e Karin Knapp nas semifinais antes de perder para Gisela Dulko em jogo de três sets na final. Ela foi a primeira romena a chegar a uma final do WTA Tour desde Ruxandra Dragomir em junho de 2000 no Libéma Open. Durante sua campanha, ela derrotou duas jogadoras classificados entre as 40 primeiras. No mês seguinte, Cîrstea jogou no torneio júnior do Aberto da França de 2007, onde alcançou a final de duplas com Alexa Glatch [en], perdendo para a dupla cabeça de chave Nº 3 Ksenia Milevskaya [en] e Urszula Radwanska.

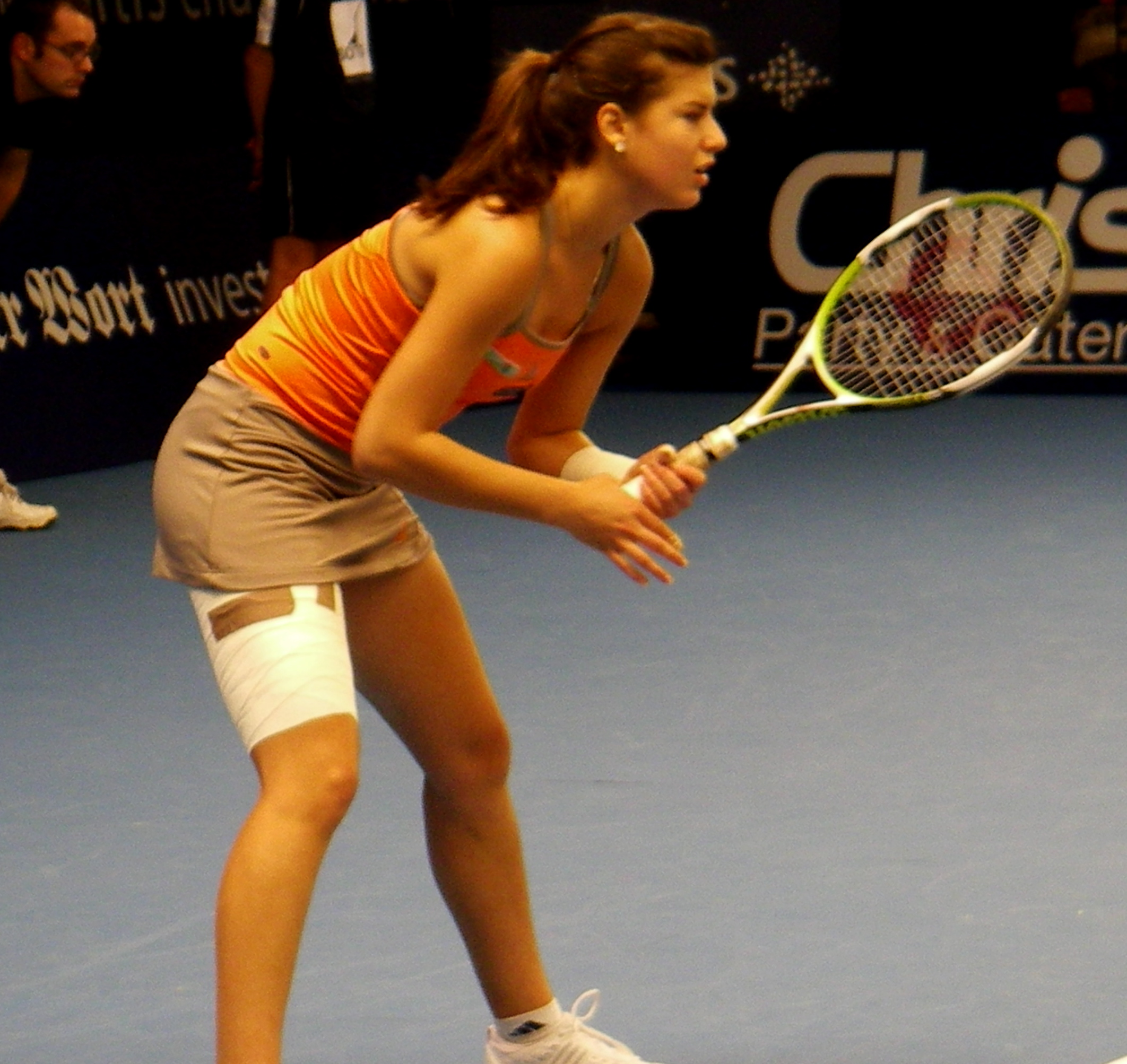
Cîrstea em Luxemburgo, 2008.

Cîrstea competiu pela Romênia no individual feminino nos Jogos Olímpicos de Verão de 2008, perdendo na primeira rodada para Shahar Pe'er. Em outubro de 2008, Cîrstea ganhou seu primeiro título WTA em Tashkent ao derrotar a quarta cabeça de chave e número 64 do mundo, Sabine Lisicki, em três sets. Ela também ganhou seus dois primeiros títulos WTA em duplas naquele ano. No final de 2008, ela era a 37ª no ranking de simples da WTA e a 1ª romena, com apenas 18 anos.

### 2009

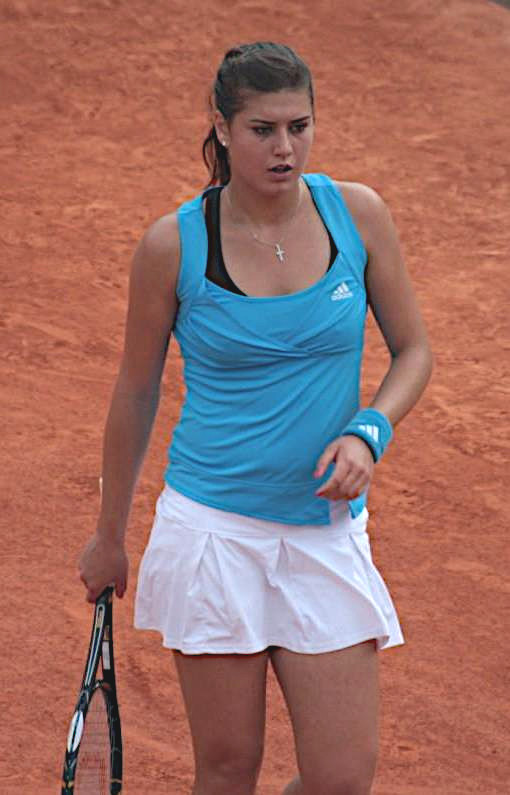
Cîrstea em Roland Garros, 2009.

Cîrstea começou a nova temporada perdendo para Dinara Safina no Sydney International, em dois sets. No torneio de duplas, ela fez parceria com Vera Dushevina e chegou à segunda rodada, derrotando Kuznetsova/Petrova antes de perder para Black/Huber em três sets. No Australian Open, ela perdeu na primeira rodada de simples para Melinda Czink, mas chegou à segunda rodada de duplas com Monica Niculescu, derrotando Ditty/Gullickson e perdendo para Dechy/Santangelo.
Cîrstea perdeu nas primeiras rodadas dos campeonatos Open GdF Suez e Dubai, para Nathalie Dechy e Dominika Cibulková, respectivamente. Em duplas, ela novamente fez parceria com Monica Niculescu em Suez, chegando às semifinais antes que uma lesão as obrigasse a desistir da partida contra Peschke/Raymond. Em Dubai, ela fez parceria com Arina Rodionova e perdeu na primeira rodada para Kirilenko/Radwanska. Cîrstea ficou de "bye" na primeira rodada em Indian Wells, mas perdeu na segunda para Elena Vesnina em três sets. No torneio de duplas, ela fez parceria com Galina Voskoboeva e perdeu na primeira rodada para Mattek-Sands/Washington. Cîrstea terminou sua temporada em quadra dura com uma derrota na primeira rodada do Miami Open para a vinda da qualificatória Mariya Koryttseva. A dupla em Miami com Caroline Wozniacki também terminou na primeira rodada, com derrota para Kuznetsova/Mauresmo que acabaram sendo campeãs daquela edição.
Cîrstea começou sua temporada em quadras de saibro no Andalucia Tennis Experience inaugural em Marbella. Ela chegou às semifinais, derrotando Ioana Olaru [en], Andreja Klepac [en] e Kaia Kanepi antes de perder para Carla Suárez Navarro. Nas duplas, ela fez par com Ioana Olaru e chegaram às quartas de final, antes de perder para Hercog/Ulirova. No Barcelona Ladies Open, Cîrstea perdeu na primeira rodada do torneio de simples para Anastasiya Yakimova, mas chegou à final do torneio de duplas com Andreja Klepac. Elas derrotaram Grönefeld/Senoglu, Ani/Vorácová e Hlavácková/Hradecká, antes de cair para Vives/Sanchez na final em três sets. Uma semana depois, em Fez, Cîrstea voltou a perder na primeira rodada do torneio de simples, para Lourdes Domínguez Lino, e voltou a chegar à final do torneio de duplas, com Maria Kirilenko. Cîrstea/Kirilenko derrotaram Fernandez-Brugues/Thorpe, Czink/Keothavong e Hercog/Olaru, antes de perder para Kleybanova/Makarova em três sets.
No Estoril Open, o Cîrstea chegou aos quartos de final do torneio de simples, derrotando Kimiko Date-Krumm e Maret Ani, antes de cair para a eventual campeã Yanina Wickmayer. Nas duplas, ela novamente fez parceria com Kirilenko, derrotando Ivanova/Yakimova, antes de perder para Coin/Pelletier nas quartas de final. Em Madrid, ela perdeu nas primeiras rodadas dos torneios de simples e duplas, caindo para Alona Bondarenko em dois sets nas simples, e fazendo parceria com Vladimíra Uhlírová [en] nas duplas para perder para Makarova/Kudrayvtseva no "super-tiebreaker".
Cîrstea então fez sua estréia no Aberto da França. Ela começou com vitórias sobre Carly Gullickson e sobre a 21ª cabeça de chave Alizé Cornet para avançar para a terceira rodada de um torneio do Grand Slam pela primeira vez. Ela então derrotou sua parceira de duplas Wozniacki, cabeça de chave Nº 10. Cîrstea continuou sua campanha improvável com uma vitória em jogo de três sets sobre a quinta cabeça de chave Jelena Jankovic para chegar às quartas de final do Grand Slam, onde ela enfrentou a 30ª cabeça de chave Samantha Stosur, perdendo em dois sets. Sua dupla com Wozniacki terminou na primeira rodada com uma derrota para Pennetta/Kirilenko.
No Rosmalen Open, na Holanda, ela derrotou Niculescu em três sets, mas perdeu na segunda rodada para Yanina Wickmayer. Ela fez dupla com Dinara Safina para o torneio de duplas, derrotando Grönefeld/Niculescu na primeira rodada e perdendo para Errani/Pennetta na segunda. Em Wimbledon, Cîrstea foi a 28ª cabeça de chave. Ela derrotou Edina Gallovits e Sania Mirza nas duas primeiras rodadas, mas perdeu para a oitava cabeça de chave Victoria Azarenka na terceira. Nas duplas, ela mais uma vez fez dupla com Wozniacki, mas perdeu na segunda rodada para Koryttseva/Poutchek. No Aberto da Suécia em Båstad, Cîrstea derrotou a vinda da qualificatória Johanna Larsson antes de perder para Gisela Dulko na segunda rodada. Ela e Wozniacki perderam na segunda rodada para Kondratieva/Lefevre. Duas semanas depois, Cîrstea perdeu na primeira rodada do Stanford Classic para Agnieszka Radwanska. Ao lado de Maria Kirilenko, ela chegou às semifinais das duplas, derrotando Granville/Gullickson e Coin/Pelletier, antes de perder para Chan/Niculescu.
Cîrstea teve outra campanha improvável no LA Championships em agosto. Ela derrotou Wozniacki e Radwanska, apesar de Radwanska ter sacado para a partida no terceiro set, mas perdeu para Stosur nas semifinais. A dupla Cîrstea/Wozniacki perdeu na primeira rodada para Chang/Yan. No Cincinnati Masters, ela derrotou Meghann Shaughnessy e Anna-Lena Grönefeld antes de perder para a quarta cabeça de chave Elena Dementieva, mas alcançou o 23º lugar no ranking em 16 de agosto de 2009. Com isso, Cîrstea entrou no US Open, como 24ª cabeça de chave. Ela derrotou Ayumi Morita e Stéphanie Dubois antes de perder na terceira rodada para a eventual finalista Wozniacki, a 9ª cabeça de chave e sua parceira de duplas. A dupla Cîrstea/Wozniacki derrotou Bammer/Schruff e Azarenka/Zvonareva antes de perder na terceira rodada para as eventuais campeãs, Williams/Williams. Depois do US Open, Cîrstea perdeu suas cinco partidas seguintes, no Korea Open, Pan Pacific Open, China Open, Linz Open e Kremlin Cup.
Ela terminou 2009 em 45º lugar no ranking mundial, com um recorde de partidas de 21–24.

### 2010

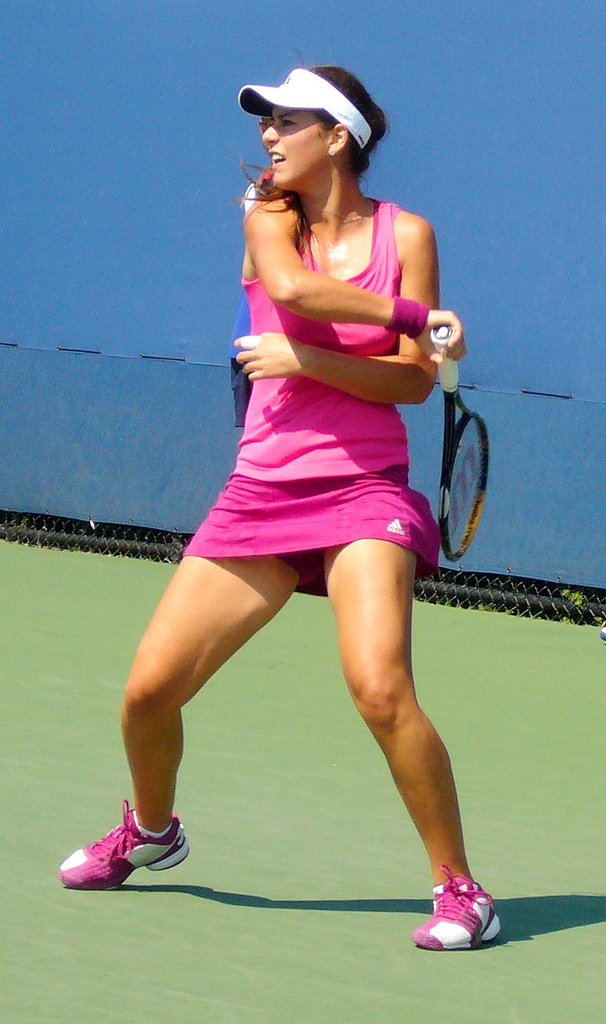
Cîrstea no US Open, 2010.

Na Hopman Cup de 2010, no início de janeiro, Cîrstea jogou com Victor Hanescu. A Romênia foi a sexta cabeça de chave e terminou em último em seu grupo, vencendo o time australiano de Samantha Stosur e Lleyton Hewitt, mas perdendo para os espanhóis María José Martínez Sánchez e Tommy Robredo, os eventuais campeões, e o time americano de Melanie Oudin e John Isner. Cîrstea obteve uma vitória de três sets sobre Stosur e, em dupla com Hanescu, uma vitória por 7–5, 6–1 sobre Stosur e Hewitt. Ela perdeu em dois sets para Martínez Sánchez e Oudin.
Cîrstea perdeu facilmente na primeira rodada do Hobart tournament para Peng Shuai. No Australian Open, ela derrotou Olivia Rogowska e perdeu na segunda rodada para Alisa Kleybanova. Ela fez parceria com Anastasia Pavlyuchenkova no torneio de duplas, perdendo para Kirilenko/Radwanska na primeira rodada em jogo de três sets.
Seu próximo torneio foi o Open GdF Suez em Paris, onde Cîrstea caiu para Melanie Oudin em sets diretos. Ela perdeu em dois sets nas primeiras rodadas dos torneios de Dubai, Acapulco e Monterrey, para Francesca Schiavone, Sharon Fichman e Sara Errani, respectivamente. Em Indian Wells ela chegou à segunda rodada, derrotando Kaia Kanepi, antes de perder para Zheng Jie. Duas semanas depois, no Miami Open, Cîrstea derrotou Michelle Larcher de Brito antes de perder na segunda rodada para a terceira cabeça de chave Venus Williams.
Na temporada de quadra de saibro, Cîrstea venceu a sexta cabeça de chave Maria Kirilenko na primeira rodada do Andalucia Tennis Experience. Ela então perdeu no segunda rodada para sua colega romena Simona Halep. No Barcelona Ladies Open, ela derrotou Tamira Paszek, mas perdeu na segunda rodada para Iveta Benešová, em dois sets. Cîrstea foi 2ª cabeça de chave no Portugal Open e derrotou a compatriota Ioana Olaru [en] na primeira rodada e Michelle Larcher de Brito na segunda. Nas quartas de final, ela venceu Arantxa Rus em sets diretos, mas caiu para Arantxa Parra Santonja nas semifinais. Nas duplas, ela fez parceria com Anabel Medina Garrigues para vencer o torneio, vencendo Peng/Zhang, Manasieva/Olaru e Diatchenko/Vedy. Cîrstea perdeu para Flavia Pennetta em três sets na primeira rodada do Madrid Open em três sets. Duas semanas depois, ela se classificou para o Internationaux de Strasbourg, perdendo para Elena Baltacha na primeira rodada em dois sets.
No Aberto da França, ela perdeu na primeira rodada para a defensora do título Svetlana Kuznetsova. Em Eastbourne, ela derrotou Francesca Schiavone, perdendo na segunda rodada para Kuznetsova em três sets muito apertados. Em Wimbledon, ela foi derrotada por Petra Kvitová na primeira rodada. No Budapest Grand Prix, ela perdeu na primeira rodada para a vinda da qualificatória Zuzana Ondrášková em dois sets. Ela perdeu nas quartas de final na Istanbul Cup para Pavlyuchenkova e no Aberto da Dinamarca para Klára Zakopalová. Em Cincinnati, depois de ter passado por Simona Halep na qualificatória em dois sets diretos, ela perdeu na primeira rodada para Sybille Bammer também em dois sets sendo o primeiro no "tiebreak". No US Open, Cîrstea perdeu para Sofia Arvidsson na primeira rodada em dois sets diretos.
Ela terminou o ano em 93º lugar no ranking WTA.

### 2011

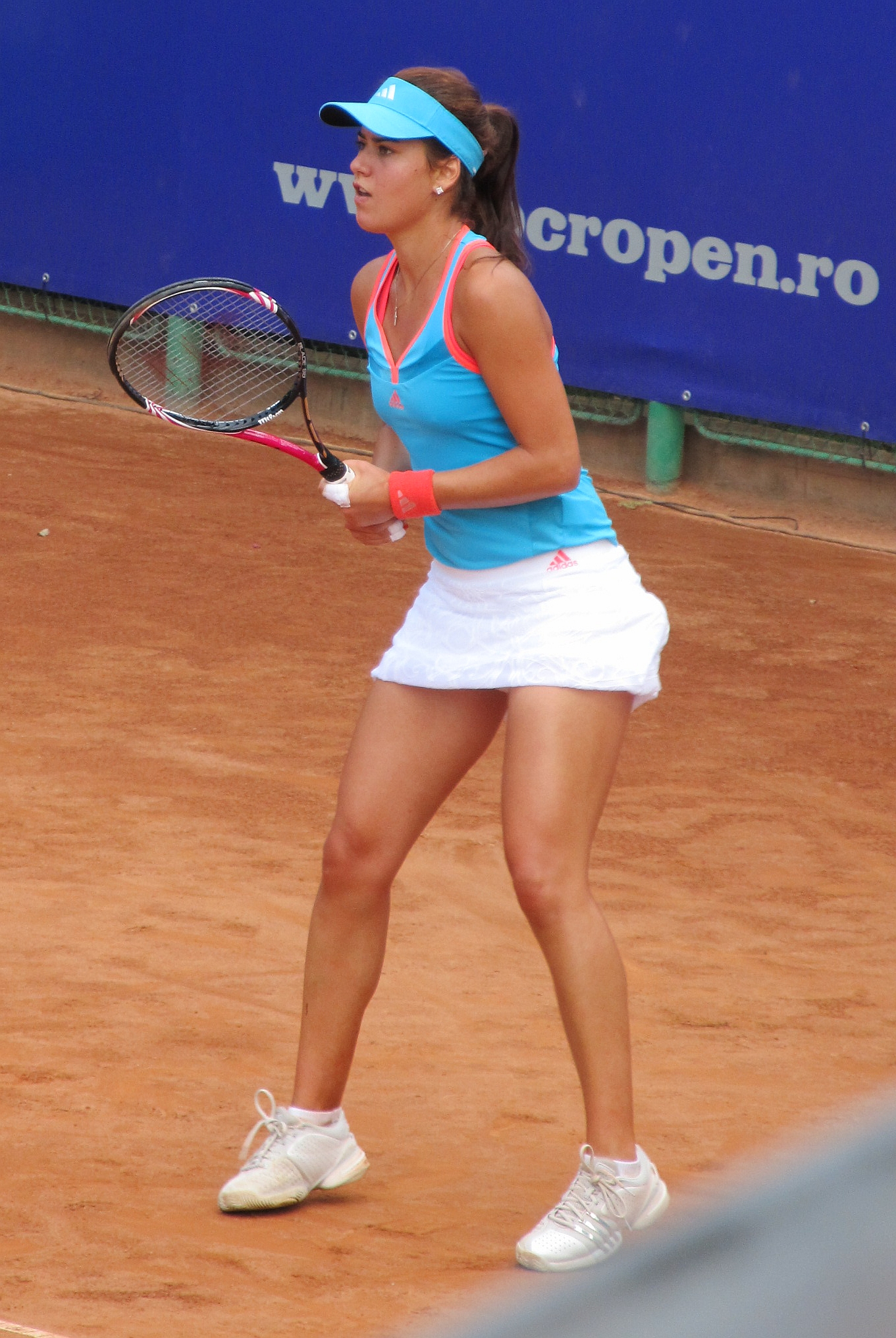
Cîrstea no Romania Open, 2011.

No Australian Open, Cîrstea derrotou Mirjana Lucic [en] antes de ser derrotada por Shahar Pe'er na segunda rodada. No torneio de duplas, ela jogou com Lucie Šafářová e derrotou a equipe de Sarah Borwell [en] e Marie-Ève Pelletier [en], em três sets. Na segunda rodada perderam para Cara Black e Anastasia Rodionova.
No US National Indoors, Cîrstea derrotou Catherine Harrison [en] na primeira rodada, antes de perder para Shahar Pe'er na segunda. Em duplas, ela e sua parceira Anastasia Pivovarova perderam na primeira rodada para  Andrea Hlavácková / Lucie Hradecká. No Aberto do México, Cîrstea derrotou Patricia Mayr-Achleitner antes de perder para Laura Pous Tió. Sorana voltou a jogar em duplas agora com Andreja Klepač como parceira. Elas passaram pela primeira rodada ao derrotar Eleni Daniilidou / Jasmin Wöhr. Elas perderam na segunda rodada para Irina-Camelia Begu / Alexandra Panova. Cîrstea se classificou em simples para o Indian Wells Open. Na primeira rodada ela perdeu para Alla Kudryavtseva em três sets. No Sony Ericsson Open, Sorana recebeu um "wild card" em simples, mas perdeu na primeira rodada para Zheng Jie.
No Andalucia Tennis Experience, perdeu na primeira rodada para Sara Errani, em três sets depois de ter vencido o primeiro. Ela fez par com Maria Elena Camerin para o torneio de duplas derrotando Alberta Brianti / Aurélie Védy [en]. Elas perderam na segunda rodada para Errani/Vinci. Nos meses seguintes, Sorana não obteve bons resultados até vencer o Open de Cagnes-sur-Mer, um torneio de US$ 100.000 com muitos dos 100 melhores jogadores, vencendo Pauline Parmentier em três sets depois de ter perdido o primeiro no "tiebreak". Ela venceu Patty Schnyder na primeira rodada e a compatriota Alexandra Dulgheru na segunda do Aberto da França antes de perder para Li Na, a eventual campeã, em dois sets.
Ela então chegou à chave principal de Wimbledon, onde perdeu em dois sets para Pauline Parmentier. Sorana jogou em duplas novamente com Ayumi Morita do Japão derrotando Chuang Chia-jung / Hsieh Su-wei. Elas venceram a segunda rodada contra Sophie Lefèvre [en] / Evgeniya Rodina. Elas então perderam na terceira rodada para Sabine Lisicki / Samantha Stosur.
Em Båstad, no Aberto da Suécia, Cîrstea derrotou Mirjana Lucic na primeira rodada. Ela perdeu na segunda rodada para Vesna Dolonc em dois sets diretos. No Internationali di Palermo, Sorana venceu sua primeira partida contra Andrea Hlavácková, mas na sequência, perdeu para Tsvetana Pironkova. No ITF de Bucareste, Cîrstea venceu suas compatriotas Diana Enache [en] e Madalina Gojnea [en], antes de perder na terceira rodada para Laura Pous Tió, a eventual finalista. Ela então jogou no Carlsbad Open na Califórnia, onde foi derrotada por CoCo Vandeweghe em uma partida equilibrada na primeira rodada. No próximo torneio em Cincinnati, ela se classificou em simples para a chave principal. Na primeira rodada ela derrotou Ksenia Pervak, mas perdeu na segunda para Jill Craybas no "tiebreak" do terceiro set.
Em Dallas, torneio inaugural do Texas Tennis Open, Cîrstea venceu Jarmila Gajdošová na primeira rodada, na segunda perdeu para Aravane Rezaï. Ela jogou em duplas pela primeira vez com Alberta Brianti da Itália. Na primeira rodada derrotou Kateryna & Alona Bondarenko e na segunda Andreja Klepač / Tatiana Poutchek. Na semifinal, venceram Sofia Arvidsson / Casey Dellacqua em dois sets. Elas venceram a última partida e o título ao derrotar Alizé Cornet / Pauline Parmentier. Cîrstea conquistou seu quarto título de duplas WTA, enquanto Brianti conquistou o segundo. No US Open, Cîrstea perdeu na primeira rodada para Yanina Wickmayer cabeça de chave Nº 20. Ela fez par com Ayumi Morita do Japão em duplas. Derrotaram Casey Dellacqua e Rennae Stubbs na primeira rodada, mas perderam na segunda para María José Martínez Sánchez e Anabel Medina Garrigues.
No Uzbequistão, ela derrotou Bojana Jovanovski e Aleksandra Krunic, mas perdeu na terceira rodada para Alla Kudryavtseva. Cîrstea também jogou em duplas com Pauline Parmentier, mas perderam na primeira rodada para Iryna Brémond [en] / Mandy Minella. Cîrstea conquistou o título no L'Open 35 de Saint-Malo, França. Ela derrotou Estrella Cabeza Candela [en], Eva Fernández Brugués [en], Laura Pous Tió e Stefanie Vögele, antes de derrotar Silvia Soler Espinosa em dois sets. No Generali Ladies Linz, Cîrstea disputou as chaves eliminatórias com grandes vitórias. Ela venceu Nikola Hofmanova e Silvia Soler Espinosa antes de derrotar Anastasia Rodionova em sets diretos. Nas primeiras rodadas da chave principal, ela venceu Tamira Paszek e Anastasia Pavlyuchenkova, a quarta cabeça de chave do torneio, antes de perder na terceira rodada (quartas de final) para Lucie Šafářová. Na França, Cîrstea ganhou um torneio de US$ 50.000 com as 100 melhores jogadoras, o Open de Limoges, onde derrotou Paula Ormaechea, Stefanie Vögele, Michaëlla Krajicek, Akgul Amanmuradova e Sofia Arvidsson.
No final do ano, ela ocupava a 60ª colocação no ranking WTA.

### 2012

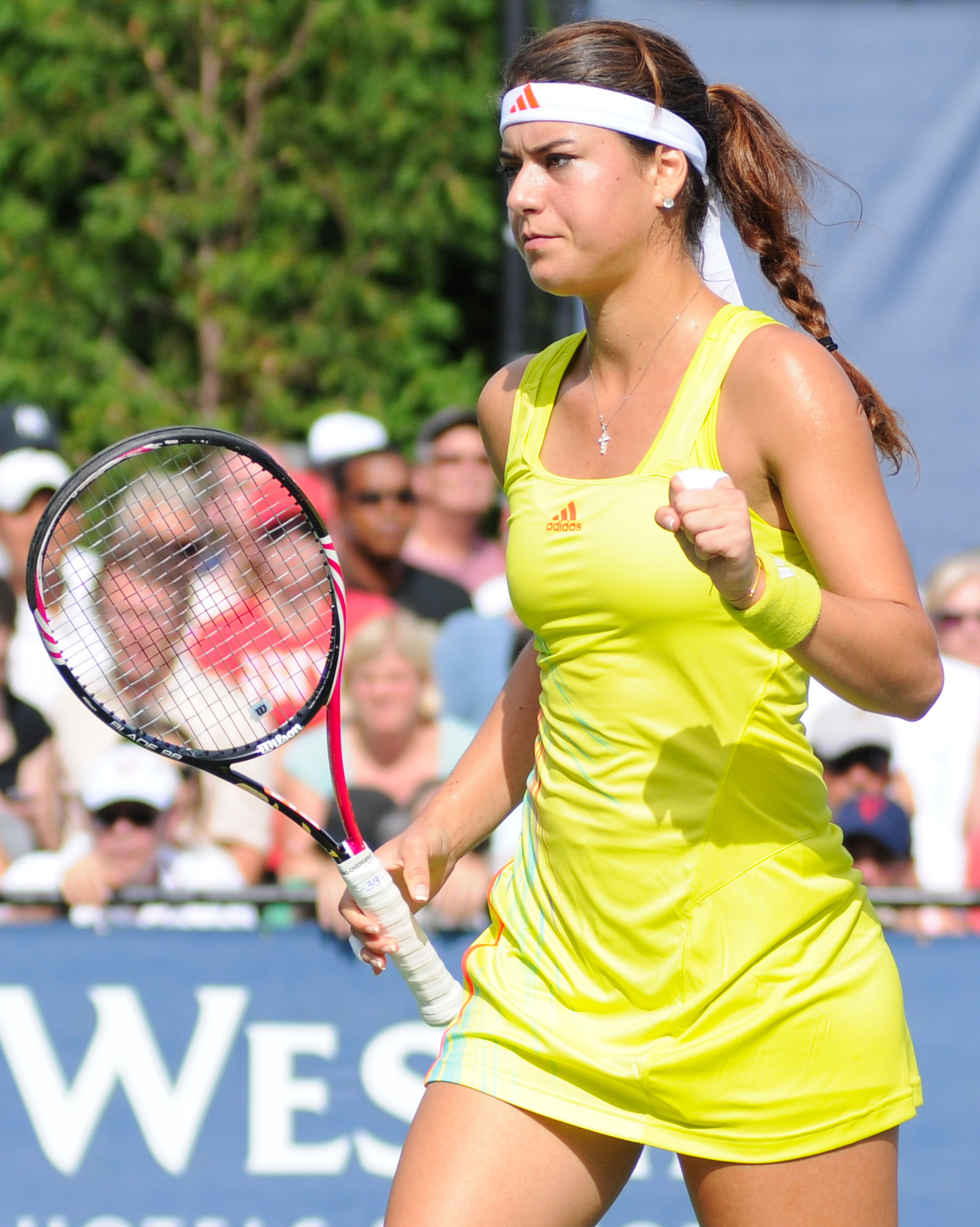
Cîrstea no US Open, 2012.

Cîrstea começou 2012 em 60º lugar no ranking mundial. Em seu primeiro torneio em Auckland, ela perdeu na primeira rodada para Flavia Pennetta. Em duplas, ela fez parceria com Darija Jurak da Croácia; elas perderam a partida da primeira rodada para Kristina Barrois / Anna-Lena Grönefeld. Em Hobart, Cîrstea derrotou Ksenia Pervak na primeira rodada e Bethanie Mattek-Sands na segunda. Na terceira rodada, Cîrstea perdeu para Angelique Kerber apesar de ter dois match points. Em duplas, ela fez dupla novamente com Darija Jurak. Elas venceram Kristina Barrois / Jasmin Wöhr em dois sets. Cîrstea/Jurak perderam na segunda rodada para Irina-Camelia Begu / Monica Niculescu. No Australian Open, Cîrstea eliminou a sexta cabeça de chave Samantha Stosur. Na segunda rodada, ela venceu Urszula Radwanska antes de perder para Sara Errani em uma partida marcada por uma lesão nas costas. Em duplas, Sorana jogou com Lucie Šafářová novamente, mas perderam para a dupla cabeça de chave Nº 9, Natalie Grandin / Vladimíra Uhlířová.
No Pattaya Open, Cîrstea foi a sétima cabeça de chave. Ela derrotou Erika Sema [en] na primeira rodada e depois Misaki Doi na segunda pelo mesmo placar. Nas quartas de final, ela derrotou a cabeça de chave e número 8 do mundo, Vera Zvonareva, que foi forçada a desistir devido a uma lesão no quadril no terceiro set. Ela perdeu nas semifinais para Maria Kirilenko. Em Doha, Cîrstea venceu Jarmila Gajdošová na primeira rodada. Na segunda rodada, ela perdeu para a terceira cabeça de chave Samantha Stosur. Sorana fez dupla com Anne Keothavong, mas perderam na primeira rodada para Anabel Medina Garrigues e Anastasia Pavlyuchenkova. No Whirlpool Abierto de Monterrey, Cîrstea foi a terceira cabeça de chave do torneio e recebeu um "wild card" em simples. Na primeira rodada ela derrotou Stefanie Vögele em três sets. Sorana perdeu na segunda rodada para a eventual campeã Tímea Babos. Cîrstea foi a 48ª cabeça de chave no BNP Paribas Open. Ela derrotou Iveta Benešová na primeira rodada em três sets, perdendo na segunda para Agnieszka Radwanska em dois sets diretos. Em Miami, ela perdeu uma partida da primeira rodada para a "wild card" Heather Watson em três sets depois de estar vencendo o terceiro por 5-0.
No Barcelona Ladies Open, seu primeiro torneio no saibro, Sorana foi a 47ª cabeça de chave. Na primeira rodada, ela venceu Polona Hercog depois que ela desistiu devido a uma tontura. Sorana derrotou Lourdes Domínguez Lino na segunda rodada. Nas quartas de final, Cîrstea venceu Olga Govortsova. Ela perdeu na primeira semifinal do torneio para Dominika Cibulková em dois sets diretos. Em Stuttgart, no Porsche Tennis Grand Prix, Cîrstea perdeu na primeira rodada para Anna Chakvetadze em dois sets diretos. No [[WTA de Oeiras|Portugal Open]}, perdeu na primeira rodada para Silvia Soler Espinosa em dois sets diretos. No Madrid Open, Sorana derrotou Marion Bartoli, sétima cabeça de chave, na primeira rodada, antes de perder para Anabel Medina Garrigues em dois sets diretos. No Internazionali BNL d'Italia, Cîrstea derrotou Jelena Jankovic na primeira rodada e Sofia Arvidsson na segunda, antes de perder em três sets para Petra Kvitová. Em Roland Garros, Sorana perdeu na primeira rodada para Li Na em dois sets diretos. Em duplas, ela fez parceria com Ayumi Morita e elas perderam na primeira rodada para Pennetta / Schiavone por 2–6, 0–2 devido à desistência de Morita.
Cîrstea começou sua temporada em quadra de grama no Birmingham Classic. Como cabeça de chave nº 10, ela perdeu na primeira rodada para a vinda da qualificatória Melanie Oudin, eventual campeã. Em duplas, Sorana fez parceria com Anne Keothavong e perderam na primeira rodada para Zhang Shuai / Zheng Jie. Em Eastbourne no Aegon International, Sorana perdeu na primeira rodada para a defensora do título e quarta cabeça de chave, Marion Bartoli em dois sets diretos. Em Wimbledon, Cîrstea derrotou Pauline Parmentier na primeira rodada. Sorana venceu a 11ª cabeça de chave Li Na na segunda rodada, mas na rodada seguinte perdeu para Maria Kirilenko em dois sets diretos. Em duplas, Sorana e Ayumi Morita perderam na primeira rodada para Casey Dellacqua / Samantha Stosur. Ela competiu no individual feminino e nas duplas femininas (com Simona Halep) nos Jogos Olímpicos de Verão de 2012, mas foi eliminada na primeira rodada em ambos os eventos.
No Bank of the West Classic em San Jose, Sorana como a nona cabeça de chave venceu Vania King e a "lucky loser" Zheng Saisai. Na terceira rodada, ela derrotou a terceira cabeça-de-chave Dominika Cibulková, em três sets, mas perdeu nas semifinais para Serena Williams. No US Open, Cîrstea derrotou a 16ª cabeça-de-chave Sabine Lisicki e, na segunda rodada, perdeu para Anna Tatishvili em três sets. Em Guangzhou, Cîrstea avançou para as semifinais antes de perder para Laura Robson.

### 2013

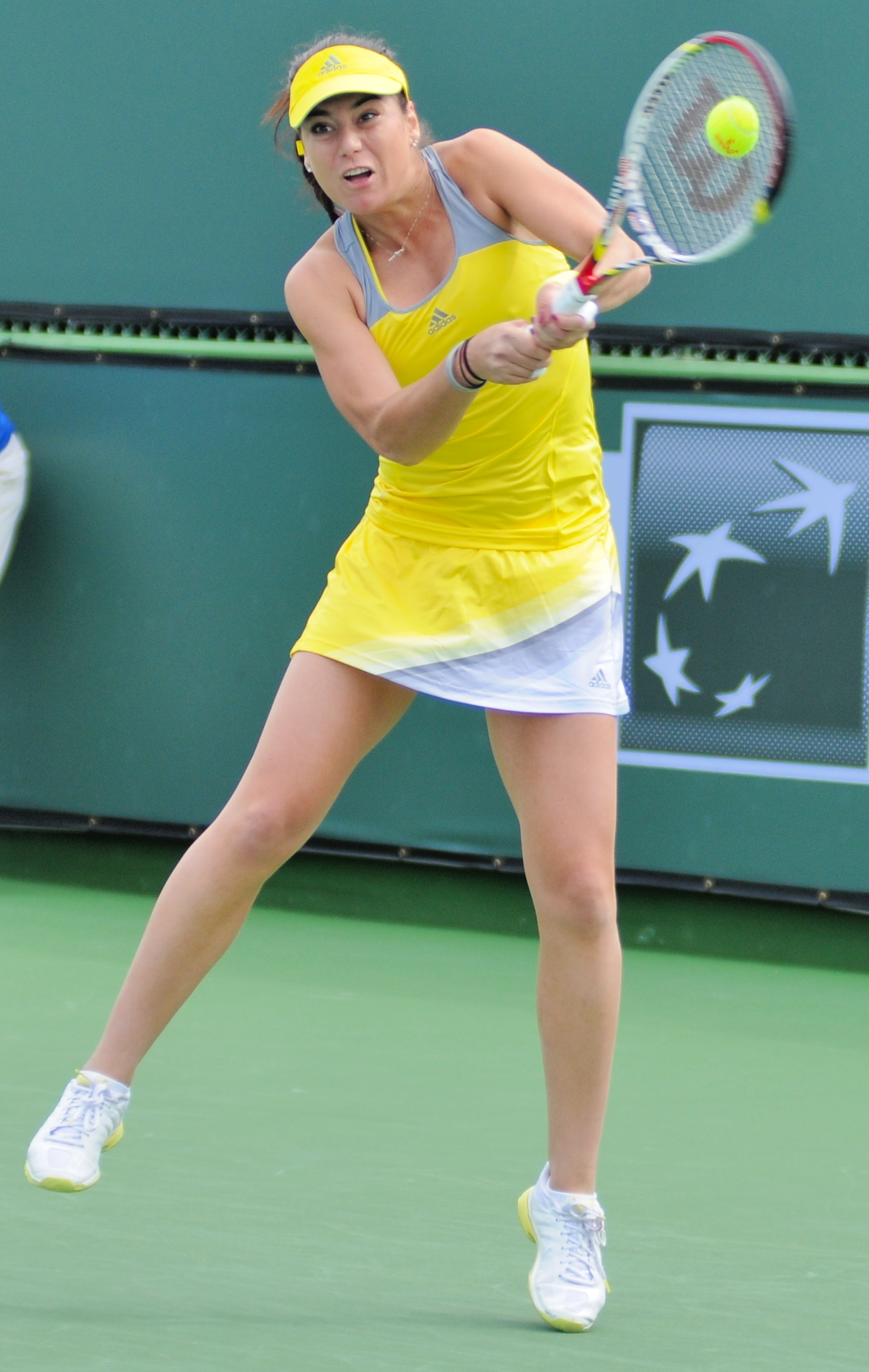
Cîrstea em Indian Wells, 2013.

Cîrstea começou o ano no ASB Classic, onde perdeu em sua estreia para Heather Watson quando desistiu da partida depois de perder o primeiro set. Na semana seguinte, ela derrotou Nina Bratchikova antes de perder para Lauren Davis na segunda rodada em Hobart. Cîrstea chegou à terceira rodada do Australian Open perdendo para a cabeça-de-chave Nº 6, Li Na em dois sets diretos. Ela então seguiu sua campanha, e como quarta cabeça-de-chave, chegou à semifinal no Pattaya Open, perdendo para a segunda cabeça-de-chave e eventual campeã Maria Kirilenko. Na sequência ela alcançou a terceira rodada em Indian Wells, onde perdeu para Agnieszka Radwanska em três sets equilibrados. No Sony Open de Miami, Cîrstea chegou à 4ª rodada após derrotar Angelique Kerber em dois sets. Ela caiu para Jelena Jankovic em sets diretos na rodada seguinte. No Aberto da França, ela chegou à terceira rodada perdendo para a número 1 do mundo e eventual campeã, Serena Williams em dois sets rápidos. Ela então chegou às quartas de final do Aegon Classic caindo para Donna Vekic em dois sets diretos. Cîrstea perdeu para Camila Giorgi na segunda rodada em Wimbledon.
Ela começou a US Open Series com uma semifinal no Bank of the West Classic perdendo para Dominika Cibulková em dois sets diretos e nas quartas de final no Washington Open perdendo para Alizé Cornet em dois sets. Na Rogers Cup a caminho de chegar à sua primeira final em cinco anos, Cîrstea venceu duas ex-jogadoras número um, Caroline Wozniacki e Jelena Jankovic, e as ex-campeãs do Grand Slam Petra Kvitová e Li Na. Ela perdeu para Serena Williams na final em sets diretos. Ela então desistiu do Western & Southern Open devido a uma lesão nas costas, e mais tarde se retirou na partida da primeira rodada no New Haven Open enquanto perdia por 3-0 contra Anastasia Pavlyuchenkova. Ela alcançou na época o 21º lugar no ranking WTA e terminou o ano em 22º lugar.
No US Open, ela derrotou a vinda da qualificatória Sharon Fichman antes de ser derrotada pela também vinda da qualificatória Kurumi Nara [en] em sets diretos na segunda rodada. Seu próximo torneio foi o Guangzhou International Open, onde sofreu outra derrota na primeira rodada, desta vez para Bojana Jovanovski em sets diretos. Ela avançou para a segunda rodada do Pan Pacific Open depois de derrotar Julia Görges. Ela então derrotou Misaki Doi antes de perder para Svetlana Kuznetsova na terceira rodada. Ela então perdeu suas primeiras partidas em Pequim e Linz para Bojana Jovanovski e Patricia Mayr-Achleitner respectivamente.
No final do ano, ela havia perdido sua posição de número 1 da Romênia para a então estrela em ascensão Simona Halep.

### 2014

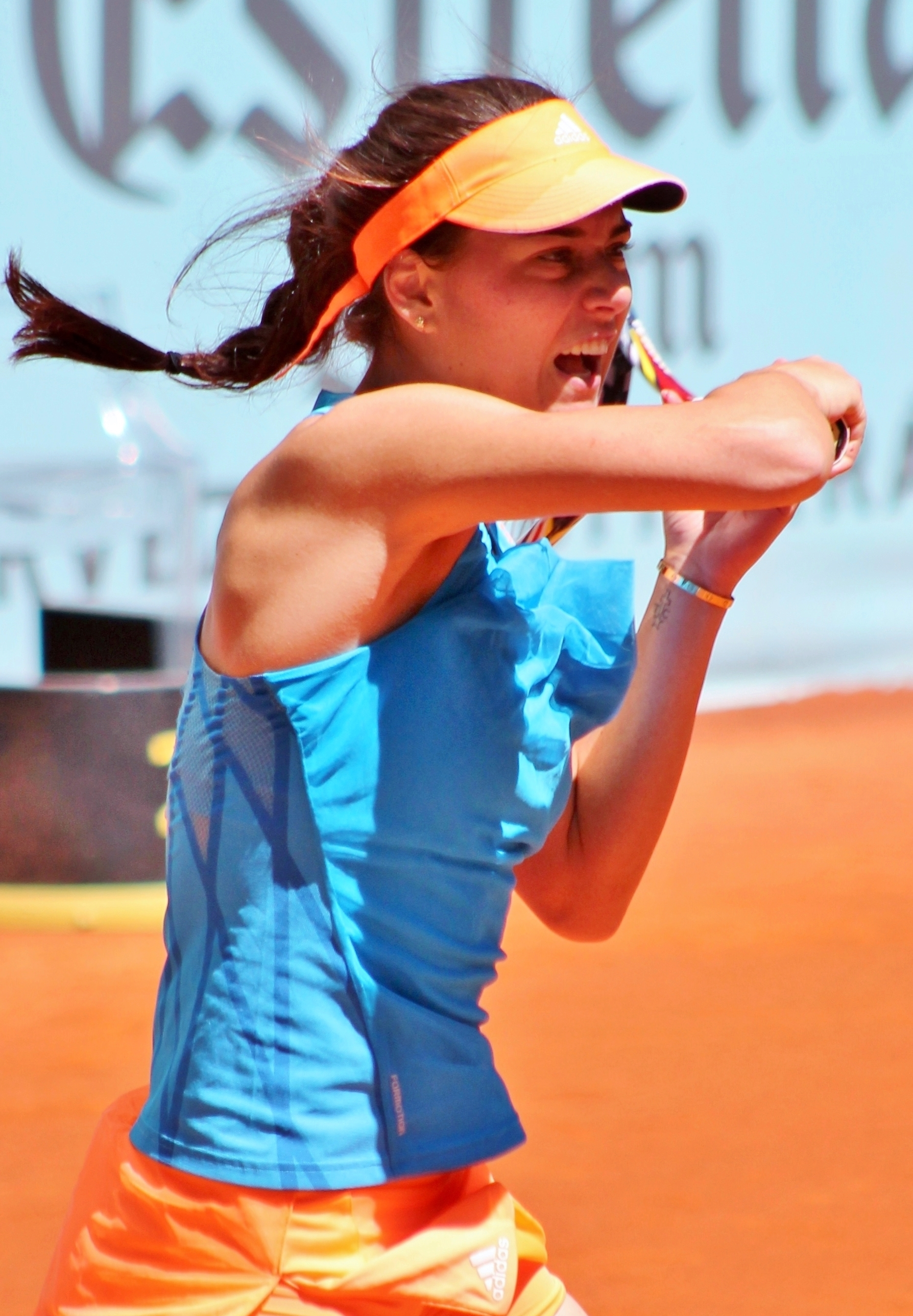
Cîrstea em Madri, 2014.

Cîrstea começou sua temporada de 2014 no ASB Classic. Como quarta "cabeça de chave", ela perdeu na primeira rodada para a vinda da qualificatória Sharon Fichman. Em Sydney, ela foi derrotada na primeira rodada pela vinda da qualificatória e eventual campeã, Tsvetana Pironkova. Como 21ª cabeça de chave no Australian Open, ela caiu na primeira rodada para Marina Erakovic. Como 3ª cabeça de chave no PTT Pattaya Open, Cîrstea conseguiu sua primeira vitória da temporada ao derrotar Anna Karolína Schmiedlová na primeira rodada. Ela acabou perdendo nas quartas de final para a eventual finalista Karolína Plíšková, apesar de ter match points em 5–4 no segundo set. No Qatar Open, ela foi eliminada do torneio na segunda rodada pela segunda cabeça de chave Agnieszka Radwanska. Na semana seguinte, no Dubai Championships, ela derrotou a quarta cabeça de chave, Sara Errani, na segunda rodada. Ela foi derrotada nas quartas de final pela oitava cabeça de chave e campeã de 2011, Caroline Wozniacki. Como 25ª cabeça de chave no Indian Wells Masters, ela perdeu na segunda rodada para a vinda da qualificatória Camila Giorgi. Como 25ª cabeça de chave em Miami, ela foi derrotada na segunda rodada por Tsvetana Pironkova.
Cîrstea começou sua temporada em quadra de saibro na Family Circle Cup em Charleston. Como oitava cabeça de chave, ela foi eliminada do torneio na segunda rodada por Teliana Pereira. No Porsche Grand Prix em Stuttgart, ela perdeu na primeira rodada para a "wild card" alemã e campeã de 2011, Julia Görges. Apesar da má performance nos torneios WTA, em abril, Cîrstea deu uma grande contribuição nos play-offs do Grupo II da Fed Cup de 2014, ajudando a Romênia a se promover ao Grupo Mundial II após derrotar a Sérvia por 4–1, com Cîrstea vencendo suas duas partidas de simples contra Ana Ivanovic e Bojana Jovanovski.
No Porsche Tennis Grand Prix, ela perdeu na primeira rodada para a "wild card" alemã Julia Görges. Ela levou a quinta cabeça de chave Petra Kvitová para três sets em sua estreia no Madrid Open, mas ainda assim perdeu. Então, Cîrstea sucumbiu para a vinda da qualificatória, a americana Christina McHale na primeira rodada no Internazionali d'Italia em três sets. Cîrstea conseguiu encerrar sua sequência de derrotas no Aberto da França, onde foi a 26ª cabeça de chave. Na primeira rodada, ela venceu a vinda da qualificatória Aleksandra Wozniak e depois Teliana Pereira. Cîrstea perdeu na terceira rodada para a sexta cabeça de chave Jelena Jankovic, em sets diretos.
Em Wimbledon, Cîrstea foi a 29ª cabeça de chave. Na primeira rodada, ela perdeu para a jovem americana Victoria Duval em três sets. Cîrstea foi a cabeça de chave na Baku Cup e derrotou a "wild card" tunisiana Ons Jabeur na primeira rodada, mas depois perdeu para a eventual semifinalista Stefanie Vögele em sets diretos. Cîrstea foi a oitava cabeça de chave no Washington Open. Ela derrotou Kiki Bertens na primeira rodada, mas depois perdeu para Bojana Jovanovski. Na Rogers Cup, Cîrstea perdeu para a 15ª cabeça de chave Lucie Šafářová na primeira rodada, falhando em defender seus pontos de finalista do ano anterior. No Western & Southern Open, Cîrstea perdeu na primeira rodada para a nona cabeça de chave e eventual finalista Ana Ivanovic. Depois de Cincinnati, Cîrstea conseguiu um "wild card" para a qualificatória no Connecticut Open. Na primeira rodada da qualificatória, Cîrstea venceu Alison Van Uytvanck, mas na segunda, perdeu para a sétima cabeça de chave Kaia Kanepi, em três sets.
No US Open, Cîrstea venceu facilmente Heather Watson na primeira rodada em sets diretos. Na segunda rodada, Cîrstea perdeu para a sétima cabeça de chave Eugenie Bouchard em três sets. No Guangzhou International Open, ela perdeu na primeira rodada para a vinda da qualificatória Petra Martic em sets diretos. No Wuhan Open, Cîrstea perdeu na primeira rodada da qualificatória para a cabeça de chave Zarina Diyas em dois sets equilibrados. O último torneio do ano de Cîrstea foi o China Open, onde ela caiu na primeira rodada da qualificatória para a nona cabeça de chave Ajla Tomljanovic.
No final do ano, Cîrstea afirmou que tinha pequenos contusões persistentes que afetavam principalmente o ombro.
Cîrstea terminou 2014 em 93º lugar em sua sétima temporada consecutiva entre as 100 primeiras.

### 2015

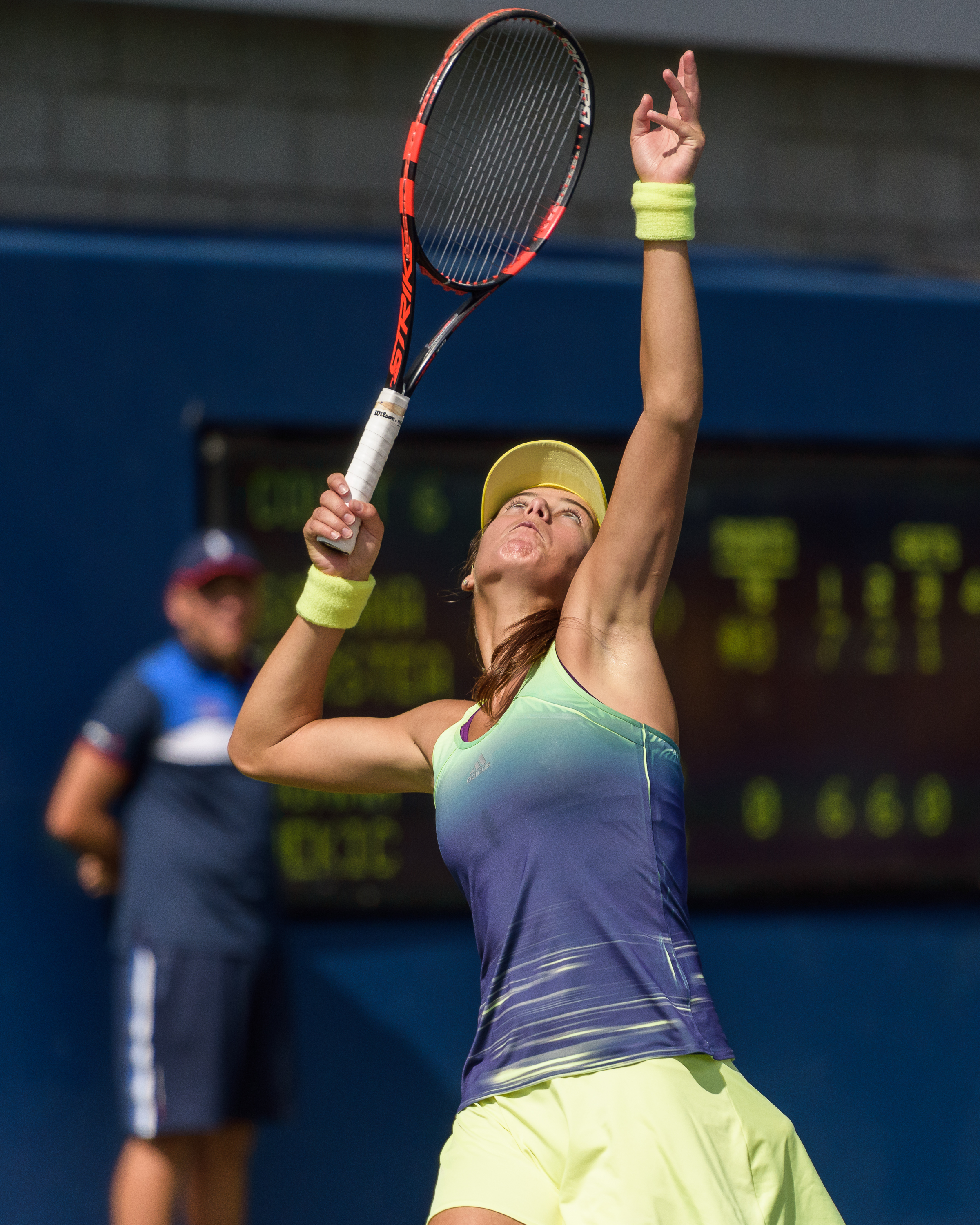
Cîrstea no US Open, 2015.

Cîrstea estava programada para começar sua temporada no Shenzhen Open, mas desistiu devido a uma lesão no ombro. Seu primeiro torneio do ano foi no Australian Open. Ela perdeu na primeira rodada para a vinda da qualificatória Alexandra Panova. Como resultado, Cîrstea saiu do top 100 pela primeira vez desde 2008.
Em fevereiro, Cîrstea competiu no Dow Corning Tennis Classic, um evento de US$ 100.000 em Midland, Michigan. Como segunda "cabeça de chave", Cîrstea foi derrotada na primeira rodada pela americana Jessica Pegula. Em março, Cîrstea jogou no Miami Masters. Apesar de conseguir um "wild card" para estar na chave principal, Christina McHale a venceu na primeira rodada. Na semana seguinte a Miami, Cîrstea ficou na Flórida para jogar no USTA Pro Circuit Event [en] em Osprey, Flórida. Ela perdeu na primeira rodada em dois sets para Danka Kovinic.
Cîrstea disputou a seguir a Copa Colsanitas. Seus problemas continuaram quando ela sofreu outra derrota na primeira rodada, desta vez nas mãos da oitava cabeça de chave Irina Falconi. No entanto, em parceria com Yaroslava Shvedova nas duplas, ela venceu sua primeira partida do ano ao derrotarem Mandy Minella / Olga Savchuk na primeira rodada. Em seguida, perderam para a eventual dupla campeã Paula Cristina Gonçalves / Beatriz Haddad Maia do Brasil nas quartas de final. Em maio, Cîrstea viajou para a França para competir no Open Engie Saint-Gaudens [en], um evento de US$ 60k onde perdeu na primeira rodada em três sets para Wang Yafan. Com o Aberto da França começando no domingo, 24 de maio, Cîrstea viajou a Paris para jogar as eliminatórias a fim de se classificar para a chave principal. Ela venceu as duas primeiras partidas da qualificatória para chegar à rodada final. Infelizmente, ela sofreu uma derrota por sets diretos na rodada final para Verónica Cepede Royg. Por não se classificar para o Aberto da França, Cîrstea quebrou sua sequência de participações na chave principal desde o Australian Open de 2008.
Como não teve sucesso no Aberto da França, Cîrstea foi para a Itália jogar no Internazionali di Brescia [en], um evento de US$ 50k. Mesmo sendo a quarta cabeça de chave, foi derrotada na primeira rodada pela vinda da eliminatória Claudia Giovine [en]. Após o torneio em Brescia, Cîrstea ficou na Itália para competir no evento de US$ 25k em Pádua. Ela venceu facilmente a primeira rodada contra Giorgia Marchetti [en]. Ela então perdeu na segunda rodada para a vinda da qualificatória Petra Uberalová [en]. Em seguida, Cîrstea voltou para a França para jogar o  Open Montpellier Méditerranée Métropole Hérault, um evento de US$ 50k+H em Montpellier. Aqui, Cîrstea perdeu na primeira rodada para a quarta cabeça de chave Richèl Hogenkamp.
Tentando se classificar para a chave principal, Cîrstea disputou a qualificatória para Wimbledon. Ela venceu sua partida de primeira rodada sobre Naomi Osaka. Ela então perdeu na rodada seguinte para a quarta cabeça de chave Sachia Vickery.
Sem sucesso em Wimbledon, Cîrstea competiu no Lorraine Open 88 [en], um evento de US$ 100k em Contrexéville, França. Ela chegou às quartas de final neste evento derrotando a quarta cabeça de chave e compatriota Andreea Mitu e Donna Vekic. Ela foi derrotada nas quartas de final pela oitava cabeça de chave e eventual finalista Yulia Putintseva. Em seguida, ela viajou para seu país para jogar no Bucareste Open; ela também recebeu um "wild card" na chave principal. Cîrstea começou o torneio com uma vitória por sets diretos sobre Sesil Karatantcheva. Na segunda rodada, ela perdeu para a compatriota Andreea Mitu em três sets. No Poznanski Open [en], um evento de US$ 75k em Sobota, Polônia, Cîrstea sofreu uma derrota por sets diretos na segunda rodada para a terceira cabeça de chave Richèl Hogenkamp. A semana de 10 de agosto viu Cîrstea competir na primeira edição do Aberto de Praga, um evento de US$ 75k. Ela venceu a tcheca Tereza Martincová na primeira rodada. Na segunda rodada, ela perdeu uma partida difícil de três sets para a "wild card" Petra Cetkovská. Cîrstea não conseguiu se classificar para o US Open; ela perdeu na rodada final da qualificatória para Mayo Hibi [en].
Cîrstea caiu na primeira rodada da qualificatória do Aberto do Japão para a terceira cabeça de chave María Teresa Torró Flor. Seu último torneio do ano foi na  Ankara Cup, um evento de US$ 50.000 na Turquia. Ela perdeu na primeira rodada para a quinta cabeça de chave Ipek Soylu [en].
Cîrstea terminou o ano na 242ª posição.

### 2016
Cîrstea começou o ano como número 244 do mundo. Em janeiro, ela disputou torneios de US$ 25k no Guarujá e Bertioga, ambos no Brasil. No Guarujá, ela venceu Oleksandra Korashvili [en], Rebecca Šramková [en], Jil Teichmann e a terceira "cabeça de chave" Beatriz Haddad Maia antes de perder para Montserrat Gonzalez [en] em três sets na final. Em Bertioga, ela venceu Sandra Zaniewska [en], Victoria Bosio [en], Jil Teichmann e Rebecca Šramková antes de derrotar Catalina Pella na final. Foi a primeira vitória em um torneio após um período de quase quatro anos.
Em fevereiro, Cîrstea voltou ao WTA Tour jogando no Rio Open. Como "wild card", ela chegou às semifinais com vitórias consecutivas contra a "wild card" brasileira Beatriz Haddad Maia, a quinta cabeça de chave Polona Hercog e a terceira cabeça de chave Danka Kovinic [en]. Cîrstea perdeu nas semifinais para Shelby Rogers. Seu desempenho elevou sua classificação de 199 para 153. Também em fevereiro, ela disputou um torneio de US$ 25k em São Paulo. Ela derrotou Yvonne Cavallé Reimers [en], Martina Caregaro [en] e Jil Teichmann a caminho das semifinais, onde perdeu para Sara Sorribes Tormo.
Em março, Cîrstea viajou para Miami para competir no Miami Masters. Recebendo um "wild card" para a qualificatória, ela perdeu na rodada final da qualificatória para a 17ª cabeça de chave Francesca Schiavone. Também em março, Sorana jogou no  Engie Open, um evento de US$ 50k em Croissy-Beaubourg, França. Ela derrotou Elitsa Kostova [en], Josephine Boualem [en] e Andreea Mitu a caminho das semifinais, onde perdeu para a segunda cabeça de chave Pauline Parmentier.
Cîrstea deu início à temporada em quadra de saibro na Istanbul Cup. Como quinta cabeça de chave na qualificatória, ela chegou à chave principal derrotando as "wild card" turcas Pemra Özgen [en] e Basak Eraydin [en]. Na chave principal, ela derrotou a terceira cabeça de chave e defensora do título Lesia Tsurenko na primeira rodada. Na segunda rodada, ela perdeu para a eventual campeã Çagla Büyükakçay [en]. Cîrstea se classificou com sucesso para o Prague Open derrotando Karolína Beránková [en], Anastasiya Komardina [en] e Amandine Hesse. Ela perdeu na primeira rodada em três sets para a quarta cabeça de chave e eventual finalista Samantha Stosur.
Recebendo um "wild card" para o Madrid Open, Cîrstea chegou às quartas de final derrotando Jelena Jankovic, Danka Kovinic e Laura Siegemund no caminho. Nas quartas de final, ela enfrentou Dominika Cibulková e perdeu em três sets. Cîrstea se classificou para o Aberto da França derrotando Zhang Yuxuan [en], Jana Cepelová [en] e Elise Mertens. Ela perdeu na primeira rodada para a 18ª cabeça de chave Elina Svitolina.
Cîrstea começou sua temporada em quadra de grama na primeira edição do Mallorca Open. Como segunda cabeça de chave para a qualificatória, ela venceu todas as suas partidas para avançar para a chave principal, derrotando Valentyna Ivakhnenko, Sesil Karatantcheva e Mandy Minella. Ela avançou para as quartas de final derrotando a quinta cabeça de chave Yulia Putintseva e a "wild card" Daniela Hantuchová. Ela perdeu nas quartas de final para a segunda cabeça de chave Jelena Jankovic. Cîrstea jogou em seu torneio final antes de Wimbledon no Eastbourne International. Ela se retirou durante sua primeira rodada da partida da qualificatória sobre a sétima cabeça de chave Varvara Lepchenko. Em Wimbledon, Cîrstea foi derrotado na primeira rodada pela décima cabeça de chave e duas vezes campeã de Wimbledon, Petra Kvitová.
Depois de Wimbledon, Cîrstea jogou no Reinert Open [en], um evento de US$ 50k em Versmold, Alemanha. Como segunda cabeça de chave, ela chegou às semifinais derrotando a vinda da qualificatória Andrea Gámiz [en], Nadia Podoroska e a oitava cabeça de chave Lesley Kerkhove [en]. Ela perdeu sua partida semifinal para Antonia Lottner. Competindo no Aberto da Suécia, Cîrstea perdeu na primeira rodada para a quarta cabeça de chave Annika Beck.
Cîrstea disputou apenas dois torneios durante a US Open Series. No Western & Southern Open, ela perdeu na rodada final da qualificatória para a sétima cabeça de chave Alizé Cornet. No Connecticut Open, ela perdeu na segunda rodada da qualificatória para Louisa Chirico. Jogando no US Open, ela perdeu na primeira rodada para a compatriota Ana Bogdan em três sets.
Depois do US Open, Cîrstea competiu no  Open de Biarritz, evento de US$ 100.000 na França. Como segunda cabeça de chave, ela avançou para as semifinais, onde perdeu para a oitava cabeça de chave, Rebecca Šramková. Durante a última semana de setembro, Cîrstea jogou no Tashkent Open. Como sétima cabeça de chave, ela foi derrotada na primeira rodada por Francesca Schiavone. Jogando no Generali Ladies Linz na Áustria, Cîrstea derrotou a sexta cabeça de chave Kiki Bertens na primeira rodada. Ela perdeu na segunda rodada para a francesa Océane Dodin. Seu último evento WTA do ano foi no BGL Luxembourg Open, onde perdeu na primeira rodada para a vinda da qualificatória Tereza Smitková.
Os dois últimos torneios da temporada de Cîrstea foram no Circuito ITF. No Internationaux de la Vienne [en] em Poitiers, França, ela perdeu na primeira rodada para Anett Kontaveit. Jogando seu último torneio de 2016 no Open de Limoges, ela foi derrotada na segunda rodada por Tamara Korpatsch.
Cîrstea terminou o ano na 79ª posição.

### 2017

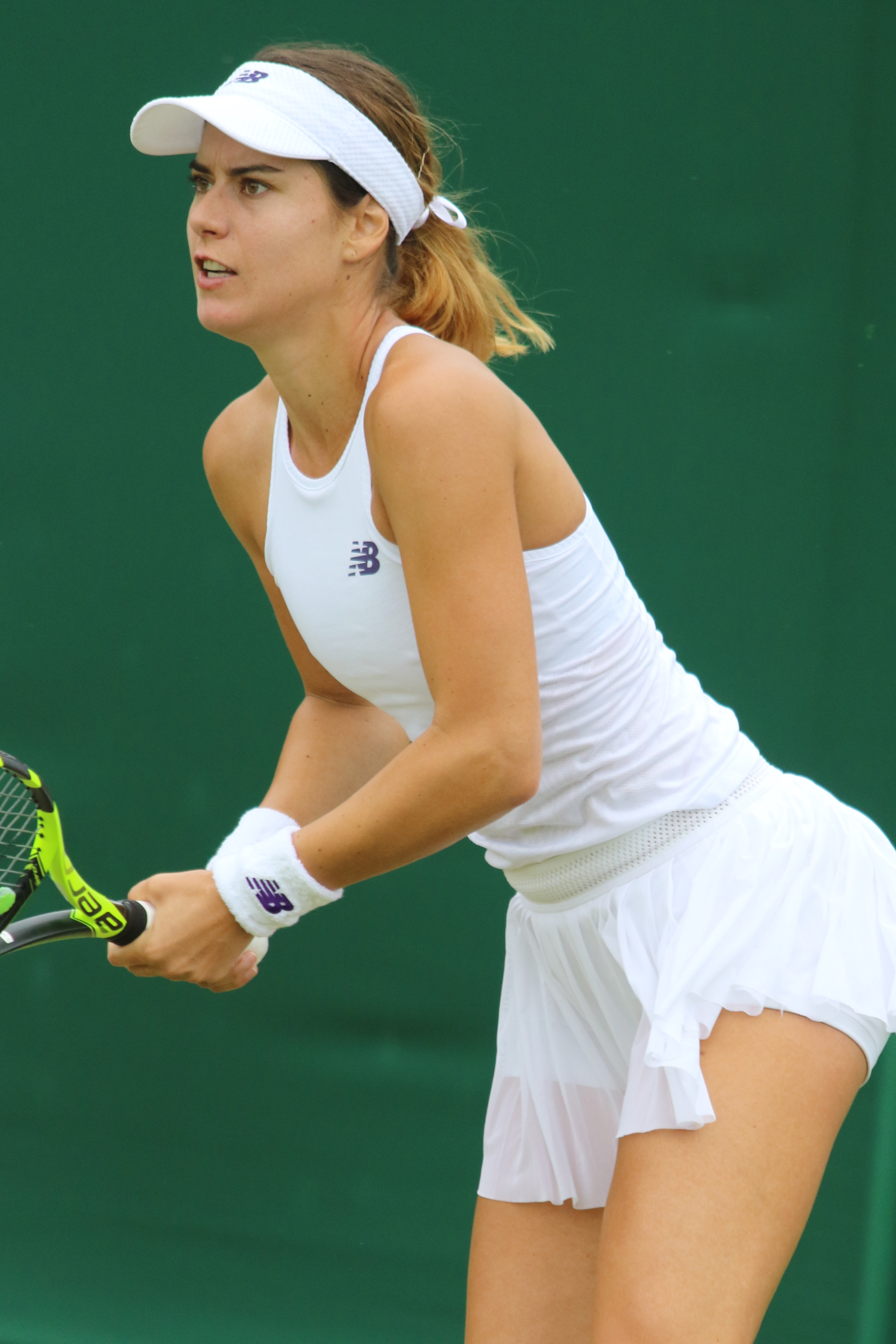
Cîrstea em Wimbledon, 2017.

Cîrstea começou sua temporada de 2017 no Shenzhen Open. Ela derrotou Kristína Kucová [en] na primeira rodada antes de perder para a "cabeça de chave" e defensora do título Agnieszka Radwanska na segunda. Cîrstea chegou à quarta rodada do Australian Open pela primeira vez em sua carreira derrotando Irina Khromacheva, a décima cabeça-de-chave Carla Suárez Navarro e Alison Riske nas três primeiras rodadas antes de perder para a sétima cabeça-de-chave Garbiñe Muguruza. Seu próximo torneio foi o Taiwan Open. Cirstea se retirou no meio de sua partida da primeira rodada contra Risa Ozaki devido a uma lesão no pulso esquerdo. Ela voltou de uma lesão para fazer parte da seleção romena no Fed Cup World Group II contra a Bélgica. Ela perdeu a segunda partida contra Yanina Wickmayer em um jogo difícil de três sets que durou 3 horas e 22 minutos. Embora a Romênia tenha perdido a eliminatória contra a Bélgica, Cîrstea venceu a partida de duplas ao lado de Monica Niculescu.
Depois de sair da primeira rodada no Hungarian Ladies Open [en] e em Indian Wells, ela venceu sua primeira partida de simples em quase dois meses contra Monica Puig na primeira rodada do Miami Open. Cîrstea perdeu para Caroline Wozniacki na terceira rodada. Ela chegou às quartas de final do Madrid Open, onde perdeu para Kristina Mladenovic, e às semifinais da Nuremberg Cup. No Aberto da França, ela perdeu para a 21ª cabeça-de-chave Carla Suárez Navarro na segunda rodada em dois sets equilibrados.
Seu primeiro torneio na temporada de quadra de grama foi em Eastbourne, onde ela entrou na chave principal como uma "lucky loser" após a retirada de CoCo Vandeweghe; ela perdeu para Hsieh Su-wei na rodada final da qualificatória. Na chave principal, ela derrotou Katerina Siniaková, antes de cair para a 5ª cabeça-de-chave Johanna Konta. Cîrstea chegou à terceira rodada de Wimbledon, derrotando a 23ª cabeça-de-chave Kiki Bertens na primeira rodada, antes de ser eliminada pela eventual campeã, Garbiñe Muguruza em dois sets diretos.
Em Bucareste, perdeu na primeira rodada para a compatriota Ana Bogdan em dois sets, antes de entrar na Rogers Cup, em Toronto. Classificada para a chave principal, derrotando Aleksandra Wozniak e Camila Giorgi na classificatória, foi derrotada na primeira rodada por Caroline Garcia. Em seguida, ela perdeu na primeira rodada da qualificatória de Cincinnati para Aleksandra Krunic, antes de entrar no US Open. Derrotando Lesley Pattinama Kerkhove [en] na primeira rodada, ela caiu para Jelena Ostapenko na segunda em sets diretos.
Em Seul, Cîrstea derrotou Misa Eguchi e Nicole Gibbs, antes de cair para Luksika Kumkhum em dois sets diretos. Em Wuhan, ela derrotou Wang Yafan na primeira rodada, antes de ser derrotada por Wang Qiang. Em Pequim, ela chegou às quartas de final, derrotando Mona Barthel, Christina McHale e Karolína Plíšková; a última vitória foi a primeira contra uma adversária entre as top 10 desde 2014. Ela perdeu nas quartas de final para Jelena Ostapenko.
Em Linz, ela derrotou Alison Van Uytvanck e Natalia Vikhlyantseva [en], antes de ser derrotada nas quartas de final pela eventual finalista Magdaléna Rybáriková. Seu último torneio do ano foi em Luxemburgo, onde foi derrotada na primeira fase por Verónica Cepede Royg.
Ela terminou o ano em 37º lugar.

### 2018

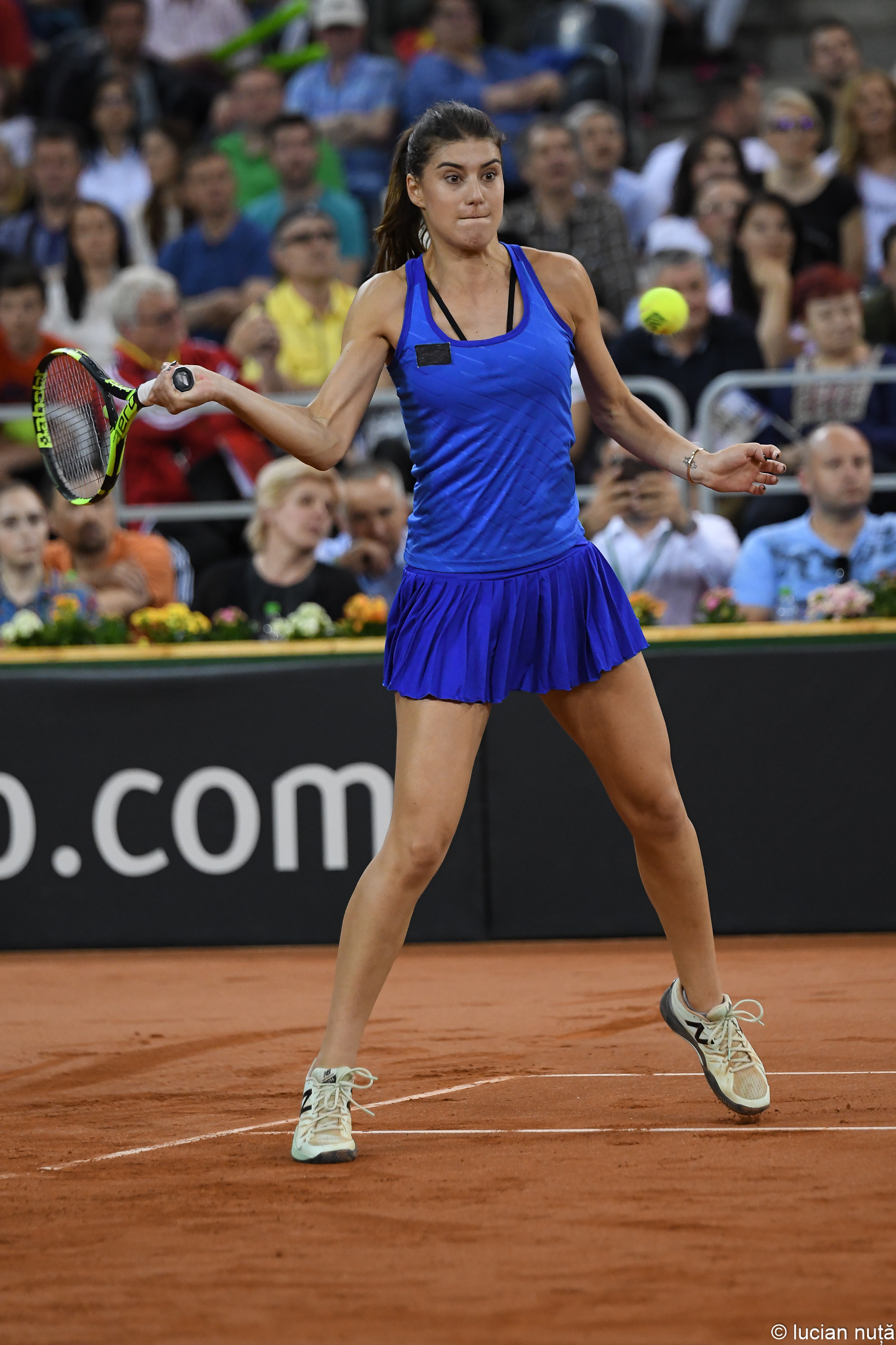
Cîrstea na Fed Cup, 2018.

O primeiro torneio do ano de Cîrstea foi em Brisbane, onde ela derrotou Jennifer Brady na primeira rodada antes de perder para Anastasija Sevastova. Em Hobart, ela perdeu na primeira rodada para Heather Watson, enquanto no Australian Open, ela derrotou Zarina Diyas na primeira rodada, antes de cair para Lucie Šafářová.
Em seguida, ela entrou no torneio de São Petersburgo, onde perdeu na primeira rodada para Dominika Cibulková; em seguida, ela venceu a eliminatória da Fed Cup contra Carol Zhao. Em seguida, ela competiu em Doha, onde derrotou Maria Sakkari e Elise Mertens, antes de cair para Garbiñe Muguruza, eventual finalista na terceira rodada. Em Budapeste [en], ela perdeu na primeira rodada para a "lucky loser" Viktória Hrunčáková [en]. Em Indian Wells, ela derrotou a compatriota Monica Niculescu na primeira rodada, antes de cair para Venus Williams. Depois de ficar de "bye" na primeira rodada em Miami, ela foi derrotada na segunda rodada por Hsieh Su-wei.
Em Istanbul, ela perdeu na primeira rodada para Yulia Putintseva, enquanto em Madri, ela derrotou Katerina Siniaková, antes de perder para Daria Kasatkina. Em Roma, ela perdeu na primeira rodada para a vinda da qualificatória Danielle Collins. Em Nuremberg, ela derrotou Andrea Petkovic e Madison Brengle, antes de se retirar de sua partida das quartas de final contra Alison Riske, eventual finalista. No Aberto da França, ela perdeu na primeira rodada para Daria Gavrilova em três sets.
O primeiro torneio em quadra de grama de Cîrstea do ano foi em Mallorca, onde perdeu na primeira rodada para Johanna Larsson em três sets. O mesmo resultado se repetiu em Eastbourne, onde ela perdeu na primeira rodada para Anastasia Pavlyuchenkova em três sets, enquanto, em Wimbledon, ela derrotou Magdaléna Rybáriková, antes de perder para Evgeniya Rodina. Em seu torneio "em casa" em Bucareste, ela chegou às quartas de final ao derrotar Çagla Büyükakçay [en] e Maryna Zanevska, antes de cair para a primeira cabeça-de-chave e eventual campeã Anastasija Sevastova em três sets.
Na Rogers Cup em Montreal, refletindo seus resultados em Indian Wells, ela derrotou Monica Niculescu na primeira rodada, antes de perder para Venus Williams. Em Cincinnati, ela derrotou Vania King, antes de cair para Ajla Tomljanovic. No US Open, ela derrotou Alison Riske, antes de cair para Maria Sharapova.
Cîrstea não conseguiu se classificar para Wuhan, perdendo para Nicole Gibbs na primeira rodada da qualificatória, e também não conseguiu se classificar para Pequim, perdendo na rodada final da qualificatória para Polona Hercog. Ganhando entrada como uma "lucky loser" após a retirada de Ashleigh Barty, ela perdeu na primeira rodada para Kiki Bertens. Em Linz, ela foi derrotada na primeira rodada por Jil Teichmann. Seu último evento do ano foi no torneio ITF em  Dubai, onde derrotou Yuliya Hatouka [en], antes de cair para a eventual campeã Peng Shuai.
Cîrstea terminou o ano na 84ª posição.

### 2019

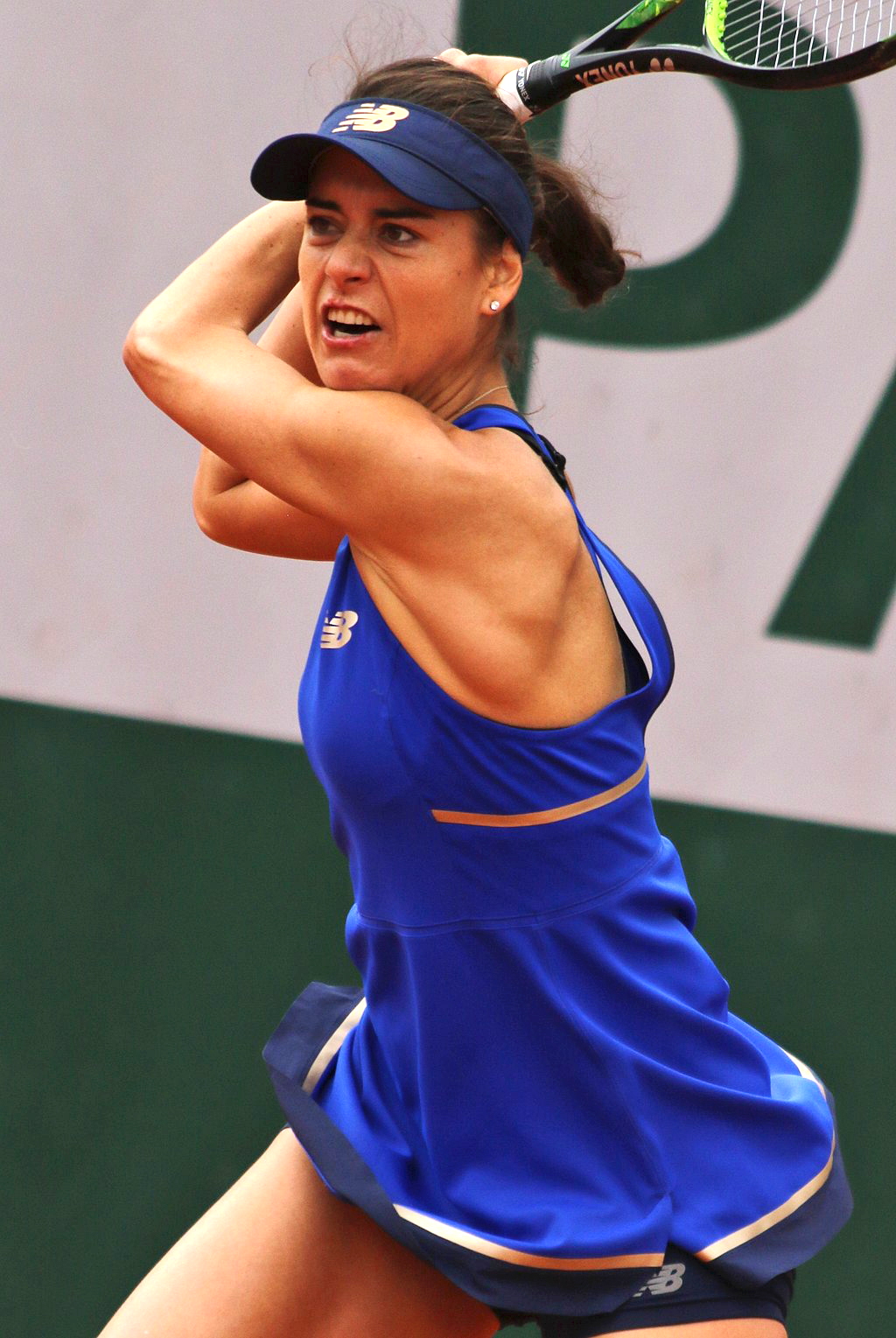
Cîrstea em Roland Garros, 2019.

O primeiro torneio do ano de Cîrstea foi no Shenzhen Open. Ela chegou às quartas de final, onde perdeu para a duas vezes finalista de edições anteriores e eventual finalista daquela edição, Alison Riske. Classificada em 84º lugar no Australian Open, ela foi derrotada na primeira rodada por Rebecca Peterson.
Em Doha, ela foi derrotada na primeira rodada da qualificatória pela especialista em duplas Shuko Aoyama em três sets. Em Budapeste [en], ela derrotou Anna Bondár e Aleksandra Krunic, antes de cair para Anastasia Potapova. No Indian Wells Challenger, ela ficou de "bye" na primeira rodada, antes de cair para Kristie Ahn [en] em três sets na segunda. No Indian Wells Open, ela derrotou Danielle Lao na primeira rodada, antes de cair para Nao Hibino na segunda. Ela perdeu na primeira rodada do Miami Open para Laura Siegemund em três sets equilibrados.
Em Lugano, Cîrstea derrotou Mona Barthel na primeira rodada, antes de perder para a eventual campeã Polona Hercog em três sets. Em Istambul, ela derrotou a compatriota Irina Bara [en], antes de perder para Barbora Strýcová. Em Madri, ela derrotou Madison Keys em três sets na primeira rodada, antes de perder para Caroline Garcia na segunda, também emtrês sets. Ela teve uma boa campanha até as semifinais de Nuremberg, derrotando Kirsten Flipkens, Laura Ioana Paar [en] e Nina Stojanovic [en] nas quartas de final, antes de cair para a eventual campeã Yulia Putintseva. No Aberto da França, ela derrotou Kaja Juvan, antes de perder para Aliona Bolsova [en] em dois sets, ambos no "tiebreak".
A próxima partida de Cîrstea foi em Wimbledon, onde perdeu na primeira rodada para Amanda Anisimova. Em Båstad, onde foi cabeça-de-chave, perdeu na primeira rodada para Johanna Larsson. Em Bucareste, perdeu na primeira rodada para a compatriota  Jaqueline Cristian. Em Jurmala, ela foi derrotada na primeira rodada por Valentina Ivakhnenko. Ela não jogou outra partida até o US Open, onde derrotou Katerina Siniaková e Aliona Bolsova, antes de cair para Taylor Townsend.
Em Hiroshima, ela perdeu na primeira rodada para Sara Sorribes Tormo. Isso foi seguido por uma campanha até a final em Tashkent, torneio que ela havia vencido 11 anos antes. Ela derrotou Denisa Allertová, Ysaline Bonaventure, Danka Kovinic [en] e Katarina Zavatska [en], antes de perder na final para Alison Van Uytvanck em três sets. Em Luxemburgo, ela derrotou Pauline Parmentier na primeira rodada, antes de perder para a defensora do título, Julia Görges na segunda. Seu último torneio do ano foi o 125K em Limoges, derrotando Tatjana Maria e Sara Sorribes Tormo para chegar às quartas de final, onde perdeu para Nicole Gibbs depois de ter vencido o primeiro set, perdido o segundo quando precisou abandonar a partida.
Cîrstea terminou o ano na 74ª posição.

### 2020
Cîrstea começou sua temporada de 2020 no Shenzhen Open. Ela perdeu na primeira rodada para a "wild card" chinesa Wang Xiyu. Apesar de se classificar para o Hobart International, ela desistiu do torneio devido a uma lesão na perna esquerda. Classificada em 74º lugar no Australian Open, ela derrotou a 32ª cabeça-de-chave, Barbora Strýcová, na primeira rodada. Ela perdeu na segunda rodada para Coco Gauff.
Passando pela qualificatória no Dubai Championships, Cîrstea caiu na primeira rodada para Anett Kontaveit. Em Doha, ela foi derrotada na primeira rodada por Elena Rybakina. O WTA tour foi suspenso de março a julho devido à pandemia de COVID-19.
Quando a WTA retomou os torneios em agosto, Cîrstea jogou no Palermo Open. Ela perdeu na primeira rodada para Sara Errani em três sets. No Western & Southern Open em Nova York, em vez de Cincinnati, ela foi derrotada na rodada final da qualificatória por Anna Kalinskaya. Classificada em 77º lugar no ranking na época do US Open, Cîrstea derrotou a nona cabeça-de-chave, Johanna Konta, na segunda rodada. Ela foi eliminada do torneio na terceira rodada pela 20ª cabeça-de-chave Karolína Muchová.
Cîrstea sofreu uma derrota na primeira rodada do Aberto da França para a 14ª cabeça-de-chave Elena Rybakina.
Em outubro, Cîrstea disputou a primeira edição do J&T Banka Ostrava Open. Ela perdeu na primeira rodada da qualificatória para Paula Badosa. No Upper Austria Linz, ela foi derrotada na segunda rodada pela vinda da qualificatória Océane Dodin. O último torneio do ano de Cîrstea foi no  Al Habtoor Tennis Challenge, um torneio da ITF em Dubai. Ela conquistou seu primeiro título de simples desde janeiro de 2016 ao derrotar a quinta cabeça-de-chave, Katerina Siniaková, na final.
Cîrstea terminou o ano na 71ª posição.

### 2021
Quando Cîrstea entrou na Austrália para o Australian Open, ela teve que entrar em uma quarentena difícil devido ao fato que viajou em um voo no qual um passageiro testou positivo para COVID-19. Depois disso, ela entrou no torneio de aquecimento projetado para os jogadores afetados por esta difícil quarentena, o Grampians Trophy. Lá, ela venceu a segunda cabeça de chave, Belinda Bencic, na segunda rodada. Ela caiu nas quartas de final para  Ann Li. Nesta partida contra Li, Cîrstea se envolveu em um incidente incomum, onde solicitou ao árbitro uma violação do código para seus próprios treinadores, pois estava irritada com os repetidos comentários de seus treinadores sobre ela. No Australian Open, ela conquistou sua primeira vitória no top 10 desde 2017 ao derrotar a nona cabeça-de-chave, três vezes vencedora do Grand Slam e finalista de 2019, Petra Kvitová, na segunda rodada. Ela perdeu na terceira rodada para a 19ª cabeça-de-chave Markéta Vondroušová.
Como 6ª cabeça-de-chave no Open de Lyon, Cîrstea perdeu na primeira rodada para Nina Stojanovic [en]. Em Dubai, ela foi derrotada na segunda rodada pela 15ª cabeça-de-chave Anett Kontaveit. No Miami Open, ela caiu na segunda rodada para a 22ª cabeça-de-chave Kontaveit.
O primeiro torneio em quadra de saibro de Cîrstea do ano foi na Istanbul Cup. Ela alcançou sua primeira final desde Tashkent em 2019, e a primeira no saibro desde Budapeste em 2007. Ela derrotou a cabeça-de-chave, Elise Mertens, em dois sets obtendo seu primeiro título desde 2008; ela fez isso sem perder um set durante todo o torneio. Após esta vitória, sua classificação subiu para a 58ª posição, sua classificação mais alta desde outubro de 2018. Jogando em Madri como "wild card", ela foi derrotada na primeira rodada por Jessica Pegula. No Internationaux de Strasbourg, ela alcançou sua segunda final da temporada, que ela perdeu para a quinta cabeça-de-chave Barbora Krejcíková. Classificada em 54º lugar no ranking na época do Aberto da França, ela chegou à quarta rodada, onde foi eliminada do torneio pela eventual semifinalista Tamara Zidanšek.
Cîrstea começou sua temporada em quadra de grama no Aberto da Alemanha em Berlim. Ela perdeu na primeira rodada para a sexta cabeça-de-chave Garbiñe Muguruza. Como 6ª cabeça-de-chave na primeira edição do Bad Homburg Open, ela foi derrotada na primeira rodada por Andrea Petkovic. Classificada em 45º lugar no ranking na época do Torneio de Wimbledon, ela surpreendeu a 12ª cabeça-de-chave, duas vezes vencedora do Grand Slam e ex-nº 1 do mundo, Victoria Azarenka, na segunda rodada em três sets. Ela foi eliminada na terceira rodada pela "wild card" britânica Emma Raducanu.
Em agosto, Cîrstea competiu no National Bank Open em Montreal. Ela perdeu na segunda rodada vencendo a oitava cabeça-de-chave Victoria Azarenka. No Western & Southern Open em Cincinnati, ela foi derrotada na primeira rodada pela eventual finalista Jil Teichmann. Como 3ª cabeça-de-chave na primeira edição do  Chicago Women's Open, ela foi eliminada na primeira rodada por Tereza Martincová. Classificada em 39º lugar no ranking na época do US Open, ela derrotou a 29ª cabeça-de-chave, Veronika Kudermetova, na primeira rodada. Ela então perdeu na segunda para Shelby Rogers.
Como 4ª cabeça-de-chave no Aberto da Eslovênia, Cîrstea chegou às quartas de final, onde perdeu para a eventual campeã Jasmine Paolini. No J&T Banka Ostrava Open, ela foi derrotada na primeira rodada pela eventual campeã Anett Kontaveit. Como 32ª cabeça-de-chave no Indian Wells Masters, ela perdeu na terceira rodada para a quarta cabeça-de-chave Elina Svitolina.
Cîrstea terminou o ano na 39ª posição.

### 2022
Cîrstea começou sua temporada de 2022 na primeira edição do Melbourne Summer Set 2. Como 5ª cabeça-de-chave, ela perdeu na segunda rodada para a eventual campeã Amanda Anisimova. Como 9ª cabeça-de-chave no Adelaide International 2, ela foi derrotada na primeira rodada por Anhelina Kalinina. Classificada em 38º lugar no ranking na época do Australian Open, ela derrotou a 20ª cabeça-de-chave, Petra Kvitová, pelo segundo ano consecutivo na primeira rodada. Ela então derrotou a 10ª cabeça-de-chave, Anastasia Pavlyuchenkova, na terceira rodada para chegar à quarta rodada pela segunda vez em sua carreira. Ela acabou perdendo para a sétima cabeça-de-chave, Iga Swiatek, em três sets.
Cîrstea perdeu na segunda rodada do St. Petersburg Ladies Trophy para a segunda cabeça-de-chave e eventual campeã, Anett Kontaveit. Em Doha, ela foi eliminada do torneio na segunda rodada pela quinta cabeça-de-chave e duas vezes finalista, Garbiñe Muguruza. Como 2ª cabeça-de-chave no Open de Lyon, ela foi eliminada nas semifinais por Dayana Yastremska. Como 26ª cabeça-de-chave no Indian Wells Masters, ela chegou à quarta rodada, onde perdeu para a 24ª cabeça-de-chave e campeã de 2015, Simona Halep. Como 24ª cabeça-de-chave no Miami Open, ela foi derrotada na segunda rodada por Shuai Zhang [en].
Cîrstea começou sua temporada em quadra de saibro na Istanbul Cup. Como 2ª cabeça-de-chave e defensora do título, ela chegou às semifinais, onde caiu para a terceira cabeça-de-chave Veronika Kudermetova. Em Madri, foi derrotada na primeira rodada pela espanhola Nuria Párrizas Díaz [en]. No Aberto da Itália, ela perdeu na primeira rodada para a nona cabeça-de-chave e eventual finalista, Ons Jabeur. Como 3ª cabeça-de-chave e finalista do ano anterior no Internationaux de Strasbourg, ela foi derrotada na primeira rodada pela vinda da qualificatória, Ekaterina Makarova, em três sets. Como 26ª cabeça-de-chave no Aberto da França, ela perdeu na segunda rodada para a finalista de 2018, Sloane Stephens.
Cîrstea começou sua temporada em quadra de grama no Birmingham Classic. Como 6ª cabeça-de-chave, ela alcançou as semifinais, onde caiu para a oitava cabeça-de-chave, Shuai Zhang. Em Eastbourne, ela se retirou durante a partida da primeira rodada contra Anhelina Kalinina devido a um "mal estar". Como 26ª cabeça-de-chave em Wimbledon, ela perdeu na segunda rodada para a eventual semifinalista Tatjana Maria.
Como 4ª cabeça-de-chave no Aberto de Praga, Cîrstea caiu em sua partida da primeira rodada para a vinda da qualificatória Oksana Selekhmeteva [en].
Cîrstea começou sua preparação para o US Open no Western & Southern Open em Cincinnati. Ela derrotou a 12ª cabeça-de-chave, Belinda Bencic, na primeira rodada. Ela perdeu na segunda rodada para a eventual finalista Petra Kvitová. No US Open, ela passou por Laura Siegemund na primeira rodada em dois sets e perdeu na segunda para Belinda Bencic em três sets depois de ter vencido o primeiro por 6-3.
Após o US Open, ela contratou o ex-jogador Thomas Johansson para ser seu treinador.

### 2023

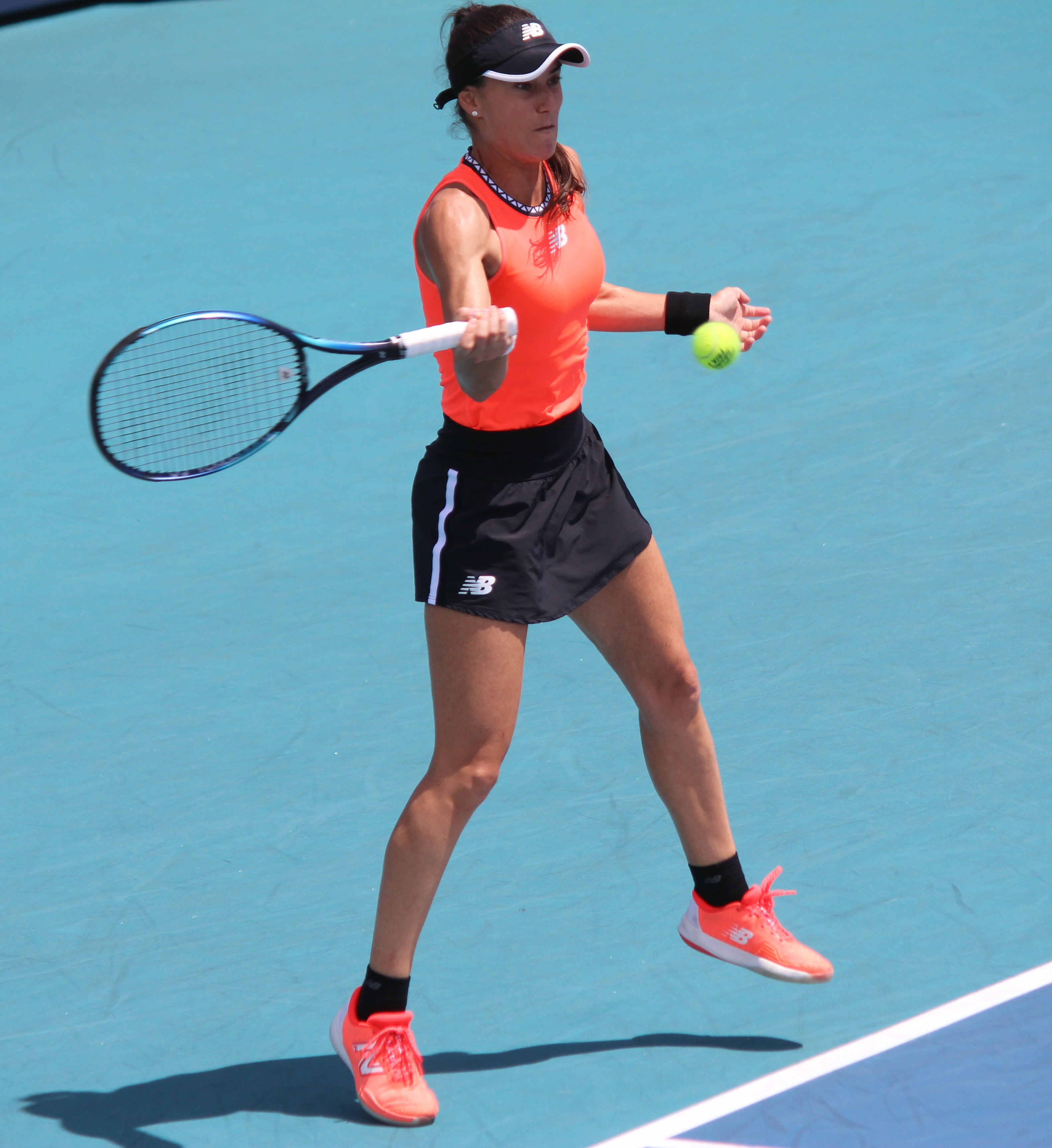
Cîrstea em Miami, 2023.

Em março, no Dubai Tennis Championships, Cirstea derrotou a 11ª cabeça-de-chave Beatriz Haddad Maia na partida mais longa da temporada até então, durando 3 horas e 29 minutos.
Classificada em 83º lugar no ranking na época do próximo torneio WTA 1000 o Indian Wells Open, pelo segundo ano consecutivo Cirstea alcançou a quarta rodada derrotando Kimberly Birrell [en], a 19ª cabeça-de-chave Madison Keys por desistência, e Bernarda Pera. Em seguida, ela derrotou a quinta cabeça-de-chave Caroline Garcia para chegar às quartas de final de um torneio desse nível desde 2017 nesse torneio e apenas a quinta vez no geral. No próximo WTA 1000 em Miami, ela derrotou novamente a quarta cabeça-de-chave Caroline Garcia, sua segunda vitória entre as 5 primeiras em duas semanas, e Karolína Muchová para chegar à quarta rodada e a primeira em Miami desde 2013. Em seguida, ela derrotou Marketa Vondrousova para chegar à sua segunda quartas de final consecutiva no nível WTA 1000. Ela chegou às semifinais sem perder um set, apenas pela segunda vez no nível WTA 1000 em uma década (após a final do Aberto do Canadá de 2013), derrotando a número 2 do mundo Aryna Sabalenka em sua maior vitória da carreira. Ela foi a primeira jogadora classificada fora do top 50 a vencer mais de 9 partidas da chave principal no "Sunshine Double" (Indian Wells Open e Miami Open) em um único ano: quatro em Indian Wells e cinco em Miami. Como resultado, ela voltou ao top 50, uma posição abaixo do top 40.
Em maio, Cirstea foi campeã do Catalonia Open, vencendo Elizabeth Mandlik na final em jogo de três sets.
Em julho, Cirstea chegou à terceira rodada em Wimbledon, onde perdeu para Beatriz Haddad Maia em sets diretos.
Em setembro Cirstea chegou às quartas de final do US Open, onde perdeu de forma contundente para Karolina Muchova em sets diretos.
Sem outros destaques na temporada nos torneios seguintes, Cirstea participou da World Tennis League em dezembro, na qual sua equipe, a "Falcons" ficou em terceiro lugar.

### 2024
Cirstea teve um início de temporada discreto. Participou do Brisbane International como "cabeça de chave" N° 10, ficando de "bye" na primeira rodada, perdeu para Linda Noskova na segunda em jogo de três sets. Logo depois, participou do Adelaide International no qual perdeu na estreia para a cabeça de chave N° 6 Jelena Ostapenko em mais um jogo de três sets. Depois disso, partiu para o Australian Open, no qual como "cabeça de chave" N° 22, perdeu na primeira rodada para Wang Yafan, mais uma vez em jogo de três sets. No giro do Oriente Médio, em Abu Dhabi, ela chegou às quartas de final onde perdeu para a cabeça de chave N° 7 Daria Kasatkina em sets diretos. No Qatar, Cirstea venceu Sloane Stephens na primeira rodada e perdeu para a cabeça de chave N° 1 Iga Swiatek na segunda, ambos os jogos em sets diretos. Já e em Dubai, seu desempenho melhorou, ela passou por Sofia Kenin, Veronika Kudermetova, Donna Vekic e Marketa Vondrousova para chegar à semifinal, onde perdeu para a eventual campeã, Jasmine Paolini. No giro americano, em Indian Wells, ela perdeu seu jogo de estreia contra Sloane Stephens em sets diretos. No Miami Open, chegou às oitavas de final onde perdeu para a eventual campeã, Danielle Collins em sets diretos.
Cirstea iniciou a temporada em quadras de saibro no Porsche Tennis Grand Prix, onde perdeu na primeira rodada para Qinwen Zheng em sets diretos. No Aberto de Madri, ela venceu seu jogo de estreia contra Alexandra Eala [en] em jogo de três sets, porém, na segunda rodada, perdeu para a cabeça de chave N° 1 e eventual campeã, Iga Swiatek, em sets diretos. No Aberto de Roma, como cabeça de chave N° 28, venceu seu jogo de estreia contra Brenda Fruhvirtová [en] e em seguida, surpreendeu a cabeça de chave N° 6, Marketa Vondrousova, também em sets diretos, mas na rodada seguinte, perdeu para a cabeça de chave N° 18, Madison Keys, também em sets diretos. Já no Aberto da França, como cabeça de chave N° 28, perdeu na primeira rodada para Anna Blinkova, em jogo de três sets.

## Estilo de jogo
Cîrstea é uma jogadora linha de base agressiva, cujo jogo gira em torno de seus golpes rápidos, planos e poderosos. Como resultado de seu estilo de jogo é de alto risco, ela normalmente acumula um grande número de "winners" e erros não forçados. Seu backhand é seu golpe mais confiável e ela acerta consistentemente os winners com este golpe e, mesmo quando não mira especificamente nas linhas, seu backhand penetra fundo na quadra, permitindo que ela dite o jogo. Seu forehand é rebatido de forma muito plana, permitindo que ela acerte fundo na quadra com regularidade, gere força consistente e acerte um grande número de winners; seu forehand é um tanto errático, no entanto, o que significa que erros não forçados se acumulam neste lado. Cîrstea é capaz de gerar ângulos agudos de ambos os lados, produzindo winners. De acordo com o Tennis Spy, sua passada longa significa que ela cobre o terreno sem parecer se mover muito rapidamente, permitindo que ela execute seu estilo de jogo de forma excelente. Como jogadora de duplas, ela também é uma jogadora que usa golpes de voleio de forma muito sólida e gosta de atacar bolas curtas com voleios poderosos. Seu primeiro saque é poderoso, chegando a 109 mph (175 km/h), permitindo que ela consiga aces e dite o jogo desde o primeiro golpe, no entanto, uma tendência a correr riscos em seu segundo saque leva a um acúmulo de duplas faltas quando nervosa.

## Patrocinadores
Entre 2006 e 2016, a Cîrstea foi patrocinada para roupas, vestuário e calçados pela Adidas; desde 2016, ela é patrocinada pela New Balance. Cîrstea usou inúmeras raquetes ao longo de sua carreira profissional - até 2014, Cîrstea usou raquetes Wilson, endossando especificamente a linha de raquetes "Wilson Blade". Em 2015, Cîrstea usou a raquete Babolat "Pure Strike", antes de mudar para o modelo "Pure Aero" entre 2016 e 2019. Cîrstea posteriormente mudou para a raquete Yonex "EZONE 100" em 2019, e ainda está usando esta raquete atualmente.

## Títulos WTA - Simples
| Legenda: Antes de 2009 | Legenda: A partir de 2009 |
| ---------------------- | ------------------------- |
| Grand Slam (0)         |                           |
| Torneios WTA (0)       |                           |
| Tier I (0)             | Premier Mandatory (0)     |
| Tier II (0)            | Premier 5 (0)             |
| Tier III (0)           | Premier (0)               |
| Tier IV & V (1)        | Internacional (0)         |
| Circuito ITF (4)       |                           |

| No. | Data           | Torneio               | Superfície | Oponente na final | Placar           |
| 1.  | 5 de Out, 2008 | Tashkent, Uzbequistão | Dura       | Sabine Lisicki    | 2–6, 6–4, 7–6(4) |

Runner-ups (1)
| No. | Data            | Torneio            | Superfície | Oponente na final | Placar           |
| 1.  | 29 de Abr, 2007 | Budapeste, Hungria | Saibro     | Gisela Dulko      | 6–7(2), 6–2, 6–2 |

## Vitórias - WTA Duplas
| Legenda (Duplas) |
| Grand Slam (0)   |
| Torneios WTA (0) |
| Tier I (0)       |
| Tier II (0)      |
| Tier III (1)     |
| Tier IV (1)      |

| No. | Data        | Torneio                          | Superfície | Parceira                 | Oponentes na final                  | Placar           |
| 1.  | 4 Mai 2008  | Fes, Marrocos                    | Saibro     | Anastasia Pavlyuchenkova | Alisa Kleybanova Ekaterina Makarova | 6–2, 6–2         |
| 2.  | 26 Out 2008 | Cidade de Luxemburgo, Luxemburgo | Dura (i)   | Marina Erakovic          | Vera Dushevina Mariya Koryttseva    | 2–6, 6–3, [10–8] |

## Circuito ITF

### Títulos ITF em Simples
| No. | Data            | Torneio                           | Superfície | Oponente na final  | Placar na final |
| 1.  | 14 de Out, 2005 | ITF $10 000 Porto Santo, Portugal | Dura       | Pauline Wong       | 6–2, 7–6(3)     |
| 2.  | 13 de Fev, 2006 | ITF $10 000 Albufeira, Portugal   | Dura       | Chayenne Ewijk     | 6–0, 7–5        |
| 3.  | 9 de Mai, 2006  | ITF $10 000 Bucareste, Romênia    | Saibro     | Simona Matei       | 6–2, 2–6, 7–5   |
| 4.  | 31 de Jul, 2007 | ITF $25 000 Bucareste, Romênia    | Saibro     | Alexandra Dulgheru | 6–4, 6–3        |

### Títulos ITF em Duplas
| No. | Data            | Torneio                                     | Superfície | Parceira           | Oponentes na final                  | Placar na final  |
| 1.  | 23 de Ago, 2004 | $10 000 Timisoara, Romênia                  | Saibro     | Gabriela Niculescu | Lenore Lazaroiu Ioana Raluca Olaru  | 6–1, 2–6, 6–2    |
| 2.  | 30 de Ago, 2004 | $10 000 Arad, Romênia                       | Saibro     | Gabriela Niculescu | Yevgenia Savranksa Sandra Záhlavová | 6–2, 6–2         |
| 3.  | 10 de Out, 2005 | $10 000 Porto Santo, Portugal (4)           | Dura       | Alexandra Orasanu  | Diana Eriksson Nadja Roma           | 5–7, 7–5, 6–4    |
| 4.  | 17 de Out, 2005 | $10 000 Porto Santo, Portugal (5)           | Dura       | Alexandra Orasanu  | Hannah Kuervers Imke Kusgen         | 6–7(2), 6–4, 6–0 |
| 5.  | 2 de Mai, 2006  | $10 000 Bucareste, Romênia (1)              | Saibro     | Gabriela Niculescu | Ioana Raluca Olaru Simona Matei     | 6–4, 0–6, 7–6(3) |
| 6.  | 18 de Set, 2006 | $25 000 Madri, Espanha (2)                  | Dura       | Katie O'Brien      | Gaelle Widmer Celine Cattaneo       | 6–4, 6–4         |
| 7.  | 12 de Mar, 2007 | $25 000 Las Palmas de Gran Canaria, Espanha | Dura       | Madalina Gojnea    | Claire Curran Melanie South         | 4–6, 7–6(5), 6–4 |
| 8.  | 31 de Jul, 2007 | $25 000 Bucareste, Romênia                  | Saibro     | Agnes Szatmari     | Mihaela Buzarnescu Monica Niculescu | W/O              |
| 9.  | 8 de Set, 2008  | $100 000 Atenas, Grécia                     | Saibro     | Galina Voskoboeva  | Kristina Barrois Julia Schruff      | 6–2, 6–4         |

### Quadros de linha de tempo
| V | F | SF | QF | #R | RR | Q# | NQ | NP | NO |

 •  (V) vencedor; (F) finalista; (SF) semifinalista; (QF) quartas de final; (#R) rodada 4, 3, 2, 1; (RR) round-robin; (Q#) rodada qualificatória;  (NQ) não qualificado; (NP) não participou;  (NO) não ocorreu; (TS) taxa de sucesso (eventos vencidos / participados); (V–P) jogos vencidos-perdidos.
 •  Para evitar confusões e contagem em duplicidade, esses quadros são atualizados após a conclusão de um torneio ou quando a participação de um jogador termina.

#### Simples
| Torneio           | 2007 | 2008 | 2009 | 2010 | 2011 | 2012 | 2013 | 2014 | 2015 | 2016 | 2017 | 2018 | 2019 | 2020 | 2021 | 2022 | 2023 | TS     | V–P   |
| ----------------- | ---- | ---- | ---- | ---- | ---- | ---- | ---- | ---- | ---- | ---- | ---- | ---- | ---- | ---- | ---- | ---- | ---- | ------ | ----- |
| Australian Open   | NP   | 1R   | 1R   | 2R   | 2R   | 3R   | 3R   | 1R   | 1R   | NP   | 4R   | 2R   | 1R   | 2R   | 3R   | 4R   | 1R   | 0 / 15 | 16–15 |
| Aberto da França  | NP   | 2R   | QF   | 1R   | 3R   | 1R   | 3R   | 3R   | Q3   | 1R   | 2R   | 1R   | 2R   | 1R   | 4R   | 2R   |      | 0 / 14 | 17–14 |
| Wimbledon         | Q2   | 2R   | 3R   | 1R   | 1R   | 3R   | 2R   | 1R   | Q2   | 1R   | 3R   | 2R   | 1R   | NO   | 3R   | 2R   |      | 0 / 13 | 11–13 |
| US Open           | Q1   | 2R   | 3R   | 1R   | 1R   | 2R   | 2R   | 2R   | Q3   | 1R   | 2R   | 2R   | 3R   | 3R   | 2R   | 2R   |      | 0 / 14 | 14–14 |
| Vencidos-Perdidos | 0–0  | 3–4  | 8–4  | 1–4  | 3–4  | 5–4  | 6–4  | 3–4  | 0–1  | 0–3  | 7–4  | 3–4  | 3–4  | 3–3  | 8–4  | 6–4  | 0-1  | 0 / 56 | 59–56 |

#### Duplas
| Torneio           | 2008 | 2009 | 2010 | 2011 | 2012 | 2013 | 2014 | ... | 2017 | 2018 | 2019 | 2020 | 2021 | TS     | V–P   |
| ----------------- | ---- | ---- | ---- | ---- | ---- | ---- | ---- | --- | ---- | ---- | ---- | ---- | ---- | ------ | ----- |
| Australian Open   | NP   | 2R   | 1R   | 2R   | 1R   | 1R   | 1R   |     | 1R   | 3R   | 2R   | NP   | NP   | 0 / 9  | 5–9   |
| Aberto da França  | 3R   | 1R   | 1R   | 1R   | 1R   | 2R   | 1R   |     | 1R   | 3R   | NP   | NP   | NP   | 0 / 9  | 5–9   |
| Wimbledon         | 2R   | 2R   | NP   | 3R   | 1R   | 1R   | NP   |     | NP   | 1R   | 2R   | NO   | NP   | 0 / 7  | 5–7   |
| US Open           | 2R   | 3R   | 2R   | 2R   | 1R   | 1R   | 2R   |     | 3R   | 1R   | NP   | NP   | NP   | 0 / 9  | 8–9   |
| Vencidos-Perdidos | 4–3  | 4–4  | 1–3  | 4–4  | 0–4  | 1–4  | 1–3  |     | 2–3  | 4–4  | 2–2  | 0–0  | 0–1  | 0 / 35 | 23–35 |